# Tendaguru-formatie
De Tendaguru-formatie (vroeger "Tendaguru Beds") is een geologische formatie in Zuidoost-Tanzania met voornamelijk afzettingen uit het Laat-Jura. De formatie bevindt zich 60 kilometer ten noordwesten van de zeehaven van Lindi. De afzettingen dateren uit het Kimmeridgien (157,3-152,1 miljoen jaar geleden) en Tithonien (152,1 tot 145 miljoen jaar geleden).

## Ontdekking
Tijdens prospecties naar granaatafzettingen in opdracht van het bestuur van Duits Oost-Afrika, vond de Duitse mijningenieur, chemisch analist en farmaceut Bernhard Wilhelm Sattler in 1906 op weg naar een mijn ten zuiden van de rivier de Mbemkure gigantische beenderen die uit een pad dicht bij de basis van een heuvel geërodeerd waren. Deze heuvel stond in het gebied bekend als "de steile heuvel", of "Tendaguru" in de taal van het plaatselijke Wamweravolk. De vondsten vonden hun weg naar de Duitse natuurwetenschapper, paleontoloog en geoloog Eberhard Fraas die op dat moment op een rondreis door Afrika was. Fraas besefte de betekenis van zijn vondst en vermeldde het in zijn veldrapporten. Hij bezocht de locatie in 1907 en groef met de hulp van Sattler twee gedeeltelijke skeletten van enorme afmetingen op dicht bij Tendaguru Hill, de typelocatie. De skeletten werden overgebracht naar de Stuttgarter Naturaliensammlung in Stuttgart, waaraan Fraas verbonden was. In 1908 beschreef hij deze skeletten als Gigantosaurus africanus (= Tornieria africana) en Gigantosaurus robustus (= Janenschia robusta). De ontdekking baarde veel opzien en het lukte aanzienlijke sommen geld in te zamelen voor de grootste paleontologische expedities die tot dan toe georganiseerd waren. In Afrika is geen andere plaats bekend waar zulke aantallen beenderen voorkomt als in Tendaguru. De aangetroffen soorten dinosauriërs waren het onderwerp van honderden publicaties, waaronder uitgebreide monografieën die, tezamen met de beschrijvingen van vele andere fossielen, belangrijke informatie verschaffen over de paleo-ecologie, de paleohabitat, de paleontologie en de paleotafonomie van de unieke Dinosaurialevensgemeenschappen van de Tendaguru.

## Expedities
Tot in 2011, dus na meer dan 100 jaar onderzoek, werden in de Tendaguru-formatie in de loop der jaren op meer dan 100 locaties beenderen van Dinosauria geëxploreerd vanuit de expeditiekampen op en rond Tendaguru Hill, vooral te Tingutinguti, Dwanika en Maimbwimet. Maar tot op de dag van vandaag bewaart Tendaguru nog veel van haar geheimen in de strata van het Boven-Jura en het Onder-Krijt van de Oost-Afrikaanse bush. Omvangrijke verzamelingen Dinosauria werden door de Duitse Tendaguru-expeditie (1909-1913) en door de Britse expeditie naar Tendaguru tussen 1924 en 1931 aangelegd. Tijdens de Duits-Tanzaniaanse Tendaguru Expedition (2000) werden ook stenen werktuigen ontdekt die uit kwartsiet vervaardigd werden (onder meer schrabbers, onbewerkte afslagen, choppers), en die onregelmatig verspreid lagen op het terrein rond Tendaguru Hill. Zij worden bewaard in het National Museum of Tanzania in Dar es Salaam. Gelijkaardige stenen werktuigen werden in 1910 voor het eerst door Werner Janensch langs de rivier de Dwanika gevonden, en later door Werth beschreven.

### Duitse Tendaguru-expeditie (1909-1913)
Werner Janensch en Edwin Hennig, beiden verbonden aan het museum voor natuurlijke historie te Berlijn, leidden van 1909 tot 1913 een expeditie naar de Tendaguru-Lagerstätte, de gesteentelagen die in het Engels de "Tendaguru Beds" genoemd werden. Deze expeditie werd mogelijk gemaakt door private en openbare fondsen en was verbazingwekkend succesvol. Het doel was skeletten van Dinosauria te verzamelen en de relatieve ouderdom en stratigrafische opeenvolging van de sedimenten te bepalen. Bij de inleidende werkzaamheden werden 180 plaatselijke werkkrachten ingehuurd om vegetatie te verwijderen, een kamp op te zetten en om tonnen van de bedekkende, niet-fossielhoudende afzettingen te verwijderen. Afrikaanse veldploegen met tot 500 arbeiders legden de enorme hoeveelheid van 225 ton beenderen van Dinosauria bloot onder leiding van de Duitse expeditieleiders. Vele van deze beenderen waren extreem zwaar en groot, zoals een 2,13 meter lange bovenarm (humerus) van Giraffatitan (oorspronkelijk beschreven als Brachiosaurus). In januari 1910 moesten de werkzaamheden wegens moessonregens onderbroken worden en dit dwong Janensch en Hennig hun werkgebied noordwaarts langs de Usambaraspoorweg te verplaatsen. Daar verzamelden zij fossielen van ongewervelden en beschreven de plaatselijke geologie.

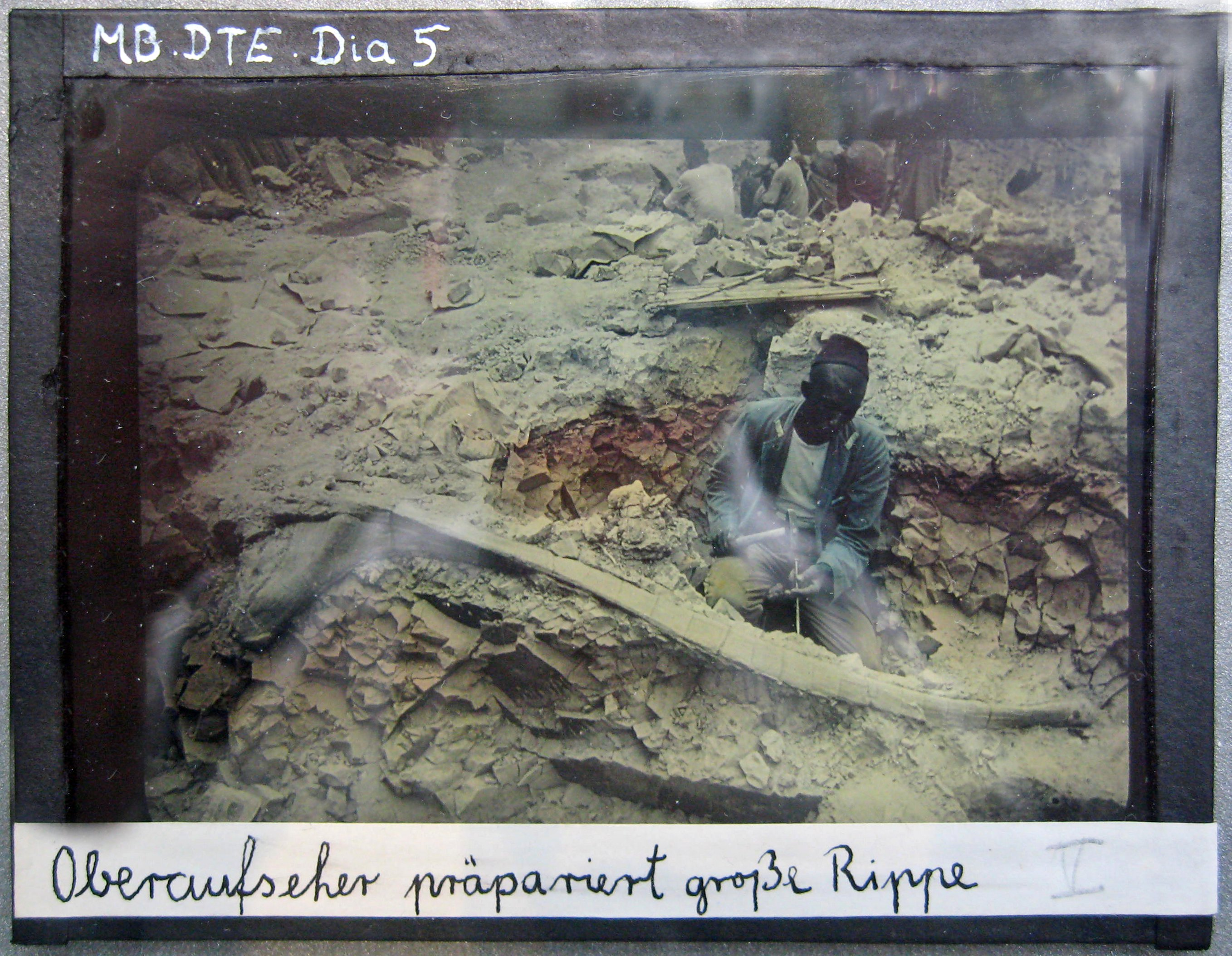
Duitse Tendaguru-expeditie: een hoofdopziener maakt een dorsale rib van Giraffatitan los uit het gesteente.

Het tweede seizoen van het veldwerk begon in april 1910. Rond de basis van de heuvel die de "Tendaguru Beds" vormt, was inmiddels een dorp ontstaan omdat hun gezinnen zich bij de 420 Afrikaanse werklieden gevoegd hadden. Regelmatig werden in klei en plaaster verpakte fossiele beenderen op de hoofden en ruggen van dragers naar de kust getransporteerd. In Lindi werden de beenderen in kratten verpakt, in Arabische zeilboten geladen en later overgeladen op stoomboten. Weken later bereikte de enorme hoeveelheid beenderen het Berlijnse museum voor natuurlijke historie.
In 1911 startte het derde veldseizoen met in totaal 480 deelnemers. Een nieuwkomer was Hans von Staff, een Berlijns geomorfoloog. Er werden extra groeven geopend en uiteindelijk werden er meer dan honderd onderzocht in een gebied van dertig vierkante kilometer. De vondsten varieerden van losse beenderen tot skeletten die nog in anatomisch verband waren. Na tweeënhalf jaar keerden Janensch en Hennig terug naar Berlijn om toe te zien op de preparatie van de fossiele beenderen en om de resultaten van hun expedities te publiceren. In 1912 werd nog een expeditie geleid door Hans Reck, een vulkanoloog, en zijn echtgenote. Hun team telde 150 arbeiders. De laatste Duitse expeditie naar de "Tendaguru Beds" vond vroeg in het jaar 1913 plaats. Ongeveer 250 ton aan fossielen werd met mankracht naar Lindi overgebracht in meer dan vijfduizend draaglasten. Meer dan 850 houten kratten werden naar Berlijn verscheept.

### British Museum East Africa Expedition (1924-1931)
Na de Eerste Wereldoorlog werd Duits Oost-Afrika het Britse mandaatgebied Tanganyika. In 1924 organiseerde het Natural History Museum een expeditie, de British Museum East Africa Expedition, die de eerste zou worden in een reeks van vier. William Cutler, een ervaren Canadees fossielenverzamelaar, had de leiding, en zijn assistent was Louis Leakey, die later een beroemd paleoantropoloog zou worden. Honderd arbeiders heropenden de groeven. Leakey keerde terug naar zijn studies te Cambridge en Cutler ging verder met de opgravingen tot aan zijn dood door malaria in de zomer van 1925. Frederick William Hugh Migeod werd benoemd tot zijn vervanger. Onder zijn leiding werkten veertig arbeiders van het natte seizoen van 1925 tot het einde van 1926. In 1930 werd Migeod opgevolgd door de geoloog John Parkinson die de sedimentaire lagen zorgvuldig onderzocht en het met verschillende beweringen van zijn Duitse voorgangers over de geologie van de "Tendaguru Beds" oneens was. In dat jaar viel ook het laatste veldseizoen van de Britse expedities en uiteindelijk werden in januari 1931 de werkzaamheden stopgezet. Honderden kratten fossiele beenderen werden naar Londen getransporteerd, onder meer het gedeeltelijke skelet van een nieuwe soort grote sauropode, maar weinig van dit materiaal werd wetenschappelijk beschreven en/of tentoongesteld. De eerste expeditieleden bleven hun bevindingen publiceren tot in het begin van de jaren zestig en tot op vandaag worden Tendaguruspecimina opnieuw bestudeerd.

### Canadian Museum of Nature (1977 en 1978)
Alhoewel de vindplaats in 1931 verlaten werd, heeft de geoloog/paleontoloog Dale Alan Russell van het Canadian Museum of Nature in 1977 en in 1978 geprobeerd deze te heropenen. Russell werd door Tanzaniaanse wetenschappers vergezeld.

### Technische Universität Berlin (1994)
In 1994 heeft Christa Werner van de Technische Universiteit Berlijn de vindplaats aan een deskundig onderzoek onderworpen. Ook Werner werd door Tanzaniaanse wetenschappers vergezeld.

### German-Tanzanian Tendaguru Expedition (2000)
Een groep Tanzaniaanse, Duitse en Canadese wetenschappers keerde in augustus en september 2000 terug naar Tendaguru om nieuwe sedimentologische en stratigrafische gegevens en kleine gewervelden, ongewervelden en fossiele planten te verzamelen. Dit was de eerste grootschalige expeditie sinds de initiële Duitse en Britse opgravingen van de eerste drie decennia van de twintigste eeuw.

## De veldrapporten van de Duitse Tendaguru-expeditie
De oorspronkelijke velddocumentatie van de Duitse Tendaguru-expeditie is grotendeels onvolledig. Het omvat een gedetailleerde veldcatalogus met lijsten van de dinosauriërbeenderen die ontdekt werden, en handgeschreven notities van Werner Janensch, Edwin Hennig en Hans Reck. Er bestaan ook schetsboeken met tekeningen in potlood en in inkt door Janensch, Hennig en Reck, van zowel afzonderlijke beenderen als van skeletten, en gekleurde waterverftekeningen die mogelijk door Ina Reck gemaakt werden. De schetsboeken bevatten ook de topografische plannen van enkele groeves. Het fotoalbum van Janensch van de veldseizoenen van 1909, 1910 en 1911 maakt ook deel uit van de velddocumentatie, met belangrijke foto's van blootgelegde Sauropodaskeletten van onder meer Dicraeosaurus hansemanni (paleosite m) en Giraffatitan brancai (paleosites D en S). In het Museum für Naturkunde te Berlijn werden rond de millenniumwisseling drie olieverfschilderijen herontdekt die Ina Reck in 1912 te Tendaguru Hill voltooid heeft, en die een idee geven van de omvang van mogelijk de groeven lg, WJ en St, en van het veldwerk te Tendaguru. Deze oorspronkelijke velddocumentatie vormde de basis voor de vele studies van Tendaguru Hill en de Tendaguru-formatie. De tafonomische analyse van de Dinosauria van Tendaguru wordt door het verlies van veel velddocumentatie zwaar belemmerd. Delen van het veldboek en plannen van groeves en van opgravingen werden waarschijnlijk door brand vernietigd tijdens een bombardement op 12 november 1943, waarbij een opslagkamer met Dinosauria van Tendaguru volledig vernield werd. Sindsdien is het holotype van Dysalotosaurus lettowvorbecki onvindbaar.

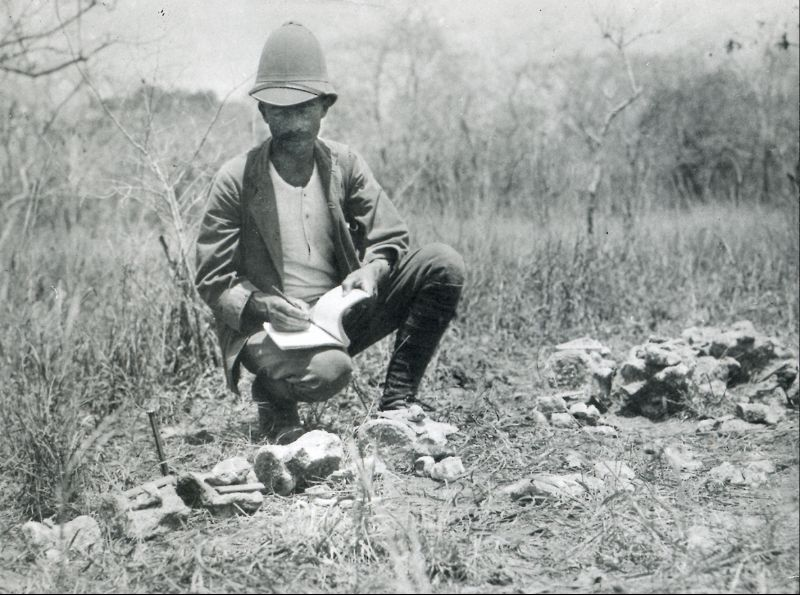
Duitse Tendaguru-expeditie: Werner Janensch tijdens het maken van een veldschets van fossiele wervels.

Tussen 1909 en 1913 werden door de Duitse Tendaguru-expeditie bijna 100 paleosites met beenderen van Dinosauria ontdekt. Maar we beschikken van slechts 15 locaties
over de veldschetsen. Beenderen werden ruw geschetst op de plannen van de groeves, deels met potlood, deels met inkt. De meeste beenderen werden voorzien van een numeriek label, soms in combinatie met de symbolen van de verschillende paleosites (bv. C1, C2). Voorbereidende anatomische identificatie van de beenderen werd in de veldschetsen en in de veldcatalogus vermeld. In handgeschreven aantekeningen werden sommige identificaties door Janensch herroepen en aangepast. Op enkele uitzonderingen na werden de lengte en de breedte van de beenderen niet in de veldschetsen vermeld. Tekeningen op schaal van bone beds (met behulp van een veldrooster) gingen waarschijnlijk verloren tijdens de Tweede Wereldoorlog. Pijlen die de windrichtingen aangeven ontbreken dikwijls. Verschillen tussen het aantal beenderen dat vermeld wordt in de veldcatalogus en het aantal beenderen afgebeeld op de opgravingsschetsen wijzen erop dat de groeveplannen dikwijls slechts een momentopname vertegenwoordigen, en dus niet alle details weergeven van het begin tot de uiteindelijke voltooiing van de opgravingen. Bovendien ontbreken in de veldschetsen gedetailleerde gegevens over de sedimentologie en over de geassocieerde, niet-dinosaurische fauna van de opgegraven paleosites. De veldschetsen tonen ongeveer de oorspronkelijke positie van de beenderen in het moedergesteente en hun positie ten opzichte van elkaar. Er is een breed spectrum aan disarticulatie stadia die belangrijke details van de tafonomische geschiedenis van de Tendaguru Dinosauria onthullen. Vele beenderen en skeletten die op de veldschetsen afgebeeld staan worden bewaard in het Museum für Naturkunde te Berlijn, onder meer in de Sauriersaal. Sommige veldschetsen kan men updaten en uitbreiden met bv. een schaal en met ontogenetische gegevens die verkregen werden door paleohistologisch onderzoek op beenderen van ledematen van Sauropoda.
De meerderheid van de veldschetsen toont beenderen afkomstig uit de Upper Saurian member, slechts enkele uit de Middle Saurian member en uit de overgangszanden die de Trigonia smeei member bedekken. Van de Lower Saurian member, van de overgangszanden boven en onder de Nerinea member en van de overgangszanden onder de Trigonia smeei member, zijn geen veldschetsen beschikbaar. Zoals bij andere gewervelden begonnen de Tendaguru Dinosauria hun tafonomische geschiedenis als karkassen waarvan het skelet nog volledig was, gevolgd door een breed spectrum disarticulatie stadia en verspreiding van de beenderen. Volgens de veldschetsen en volgens de gegevens van Janensch zijn de vier voornaamste conservatie categorieën; 1) skeletten, 2) gedeeltelijke skeletten, 3) opeenhopingen van vooral afzonderlijke beenderen uit anatomisch verband en 4) afzonderlijke beenderen. Deze voornaamste conservatie categorieën kunnen verder onderverdeeld worden door het gebruik van bijkomende tafonomische criteria, zoals de mate van disarticulatie en zoals het verlies van beenderen. De toewijzing van beenderopeenhopingen aan disarticulatie stadia zoals onvolledige skeletten of gedeeltelijke skeletten, is gebaseerd op een vereenvoudigd beschrijvend schema dat in strak gedefinieerde tafonomische categorieën voorziet. Volgens deze classificatie bestaan gedeeltelijke skeletten enkel uit één skelet eenheid, zoals een staart of zoals een achterpoot, terwijl anderzijds een skelet uit meer dan een van deze skeleteenheden bestaat, zoals een staart en een achterpoot en een schoudergordel.

## Paleohabitat
Wetenschappers van de Duitse Tendaguru-expeditie (1909-1913) hebben de paleohabitat waarin de Dinosauria en andere dieren van Tendaguru leefden uitvoerig bestudeerd. De grofkorrelige gesteentelagen van de Tendaguru-formatie bevatten overvloedig fossielen van ongewervelde dieren, waaronder koralen en mariene tweekleppigen met dikke schalen, wat er duidelijk op wijst dat deze sedimenten in een ondiepe tropische zee gevormd werden. De drie fijnkorrelige gesteentelagen met beenderen van Dinosauria waren moeilijker te interpreteren. Sommige onderzoekers interpreteerden de paleohabitat als een lage kustvlakte met ondiepe lagunes en moerassen. De meeste Dinosauria verbleven regelmatig in zulke kustgebieden, waar vele onder hen ook stierven. Volgens een andere hypothese zouden de Dinosauria in een meer continentale omgeving geleefd hebben, voornamelijk op het land en langs grote rivieren waar zij stierven. Deze rivieren, die regelmatig buiten hun oevers traden, transporteerden karkassen stroomafwaarts naar een uitgestrekt estuarium waar zij uiteindelijk door sedimenten begraven werden. Geen van deze beide hypothesen is totaal juist of totaal verkeerd.
Het sedimentologisch onderzoek door de German-Tanzanian Tendaguru Expedition in 2000 diende om de resultaten van de Duitse Tendaguru Expedite te herzien en om de krijtlijnen te trekken voor toekomstig onderzoek. De hypothese betreffende grote rivieren of stromen die in het Tendagurugebied in zee uitmondden en die grote karkassen van Dinosauria over grote afstanden transporteerden, hield geen stand omdat het bestaan van grote waterlopen niet ondersteund werd door de nieuwe gegevens. Maar het voorkomen van kleinschalige stroomkanaalopvullingen (Engels: "channel lag deposits") in de lagen die Dinosauria bevatten toont aan dat er kleine rivieren waren die karkassen van kleine gewervelde dieren kunnen getransporteerd hebben van het continent tot aan de rand van de kustvlakte in het estuarium.
De resultaten van het onderzoek van de German-Tanzanian Tendaguru Expedition wijzen op de aanwezigheid van een grote lagune waarin zandsteen werd afgezet. Deze lagune werd gevormd achter een aflandige barrière, die uit sedimenten bestaat die samengesteld zijn uit sferoïdale korrels (≤2 mm in diameter). De getijden beïnvloedden het sedimentatiepatroon en de levensgemeenschappen in de lagune. De saliniteit in de lagune was doorgaans normaal. Vroeger dacht men dat een deel van de lagune hypersalien was (met een hoog zoutgehalte). Er werden geen bewijzen gevonden voor het bestaan van vegetatierijke moerassen, die een essentieel onderdeel vormden van de vroegere hypothesen over de Tendaguru habitat. De reconstructie van deze habitat door de German-Tanzanian Tendaguru Expedition omvat een tropische lagune met helder zeewater van normale saliniteit, afgezoomd door brede getijdevlaktes die geleidelijk in lager gelegen, modderige kustvlaktes met brakwatervijvers, meren en kleine rivieren overgingen. Vegetatie in dit habitat was schaars. Vermoedelijk bezochten Dinosauria deze getijde- en kustvlaktes vooral tijdens het droge seizoen. De Dinosauria vonden hun voedsel in een rijkelijk begroeid achterland, waar zij dan ook de meeste tijd doorbrachten. De flora van dit achterland kan op basis van fossiel plantenmateriaal gereconstrueerd worden. Naaldwouden kwamen algemeen voor met struikachtige naaldbomen, zaadvarens en varens als ondergroei. Naaldbomen van de familie Cheirolepidiaceae (Pinophyta, Pinopsida, Pinales), citroenhout, ginkgo, Cycadaceae en zaadvarens waren dominant.

## Klimaat
Uit verschillende gegevens kan informatie afgeleid worden over de aard van het klimaat dat te Tendaguru heerste ten tijde van de afzetting van de formatie. Het veelvuldig voorkomen van siliciklastische sedimenten en het optreden van een verlaagd zoutgehalte van het water, wat uit de samenstelling van de microflora en van de fauna kan afgeleid worden, wijzen op een aanzienlijke aanvoer van zoet water. Deze aanvoer gebeurde ofwel door rivieren, ofwel door zware neerslag. Anderzijds wijzen een hoge hoeveelheid veldspaat in de zandsteenlagen en de grote hoeveelheden illiet en smectiet in de fracties van de kleimineralen op afgenomen chemische erosie. Het voorkomen van supralittorale dolomieten en duricrust wijst op droge perioden in een warm tot heet klimaat met seizoensgebonden neerslag. Hogere kaliveldspaat/plagioklaas-veldspaat verhoudingen in de zandsteen van de Trigonia Schwarzi member kunnen, vergeleken met de andere members van de Tendaguru-formatie, verband houden met een toename van chemische erosie en met het optreden van een vochtiger klimaat. Coniferen van de familie Cheirolepidiaceae (Pinophyta, Pinopsida, Pinales) komen algemeen voor in de members van de Tendaguru-formatie, zowel als mesofossielen (fossielen van gemiddelde grootte) als palynoflora (pollen en sporen). Deze coniferen worden als thermofiel beschouwd met xerofytische aanpassingen. Het voorkomen van groeiringen demonstreert dat de klimaatomstandigheden regelmatig wisselden. Het voorkomen van droge seizoenen wordt ook door de overvloedige aanwezigheid van fossiel houtskool aangetoond. De overvloed van schimmels die hout aantasten en verzwakken, wijst anderzijds op vochtige omstandigheden, of minstens op een toegenomen vochtigheidsgraad. Het voorkomen in alle members van de Tendaguru-formatie van Podocarpus (Embryophyta, Spermatopsida, Gymnospermae, Pinophyta, Pinopsida, Pinales, Podocarpaceae) en Glyptostrobus (Embryophyta, Spermatopsida, Gymnospermae, Pinophyta, Pinopsida, Pinales, Cupressaceae, Taxodioideae) wijst ook op seizoensgebonden vochtigheid. Sporen van de meestal hygrofiele (uit de lucht vochtonttrekkend) Pteridophyta zijn afkomstig van een klein aantal soorten en zijn zeldzaam. Het grootste deel van het geologisch interval waarin de members van de Tendaguru-formatie afgezet werden, wordt gekenmerkt door een subtropisch tot tropisch klimaat met seizoensgebonden neerslag, dat afgewisseld werd met een uitgesproken droog seizoen. Palynologische en mineralogische gegevens van de Trigonia Schwarzi member blijken een verschuiving naar een meer vochtig klimaat aan te geven in het vroege krijt.

## Paleotafonomie
Te Tendaguru ontdekte men enorme opeenhopingen van beenderen van onder meer Kentrosaurus en van Dysalotosaurus. De meeste beenderen van Dinosauria werden opgegraven in de Middle en Upper Saurian members. Volledige skeletten werden niet gevonden maar van voornamelijk de grote Sauropoda (Saurischia, Eusaurischia, Sauropodomorpha) Dicraeosaurus en Giraffatitan werden relatief volledige exemplaren aangetroffen. De meeste skeletten waren niet in anatomisch verband. Delen van onvolledige skeletten waren dan weer wel in anatomisch verband (bv. ledematen). Vele beenderen zijn zeer goed geconserveerd en tonen verrassende anatomische details, zoals indrukken van aders en van hersenzenuwen in de schedel. Men ontdekte zelfs een volledige schedel met het versteende evenwichtsorgaan van Giraffatitan, en mogelijk gastrolieten van Sauropoda.

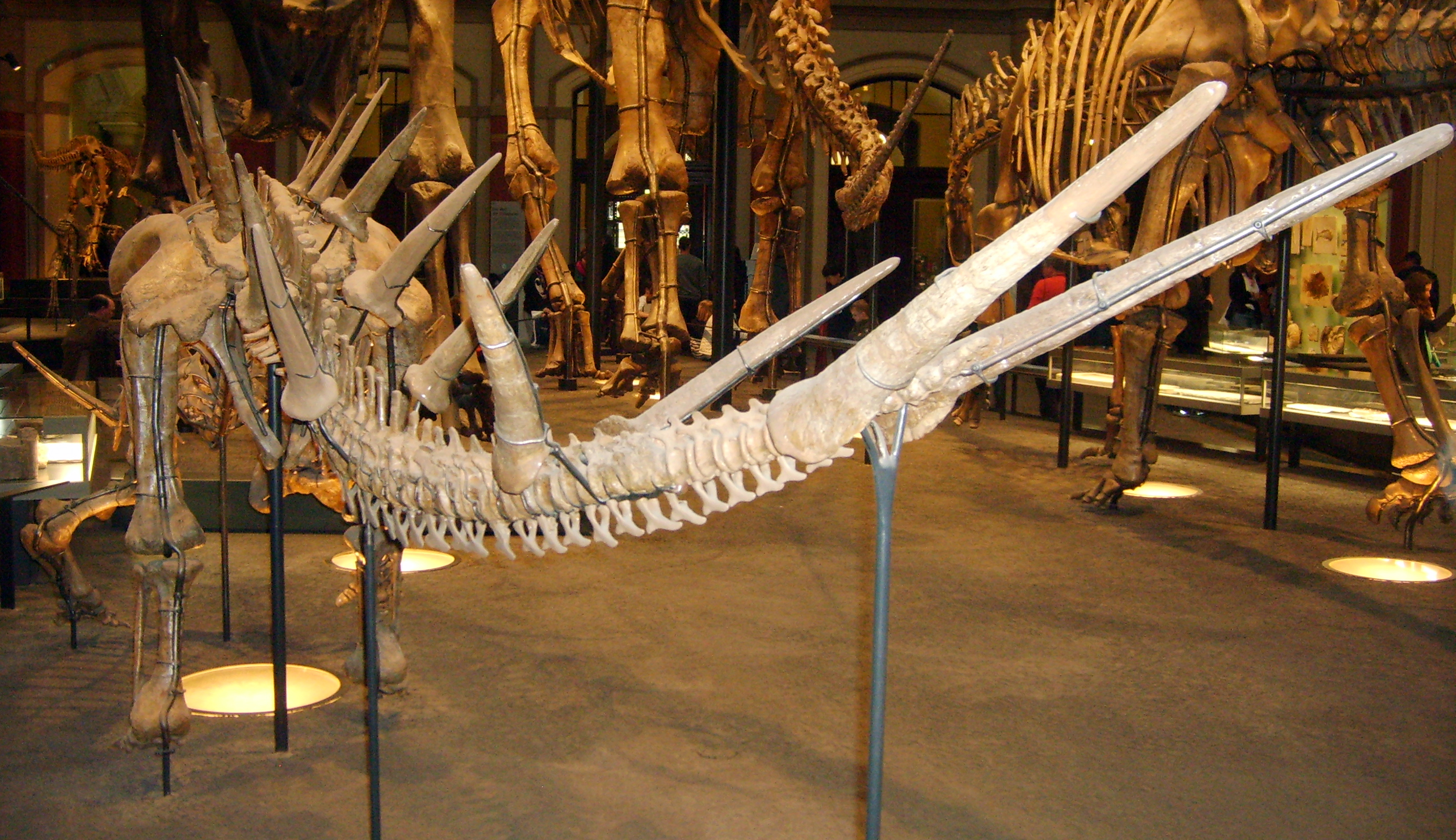
Kentrosaurus aethiopicus: zicht op de staart- en rugstekels (Museum für Naturkunde, Berlijn)

De paleontologen die de massagraven ontdekten meenden dat deze het gevolg waren van plotselinge catastrofes die massale sterfte veroorzaakten, bv. kuddes Dinosauria die bij eb de lagune betraden en omkwamen in het plotseling terugkerende water toen het weer vloed werd. Hun lichamen werden meegesleurd en ontbonden voordat ze door sedimenten begraven werden. Latere studies toonden echter aan dat de opeenhopingen het resultaat kunnen geweest zijn van een langzame aanvoer van beenderen ten gevolge van normale doodsoorzaken zoals seizoensgebonden droogte, ziekte en uithongering. Van Janenschia, Tornieria en Giraffatitan werden ledematen in anatomisch verband en in een natuurlijke, opgerichte houding in de sedimenten van de lagune gevonden. Dit wijst erop dat grote Sauropoda de lagune bezochten en daar vast geraakten in de modder. Zulke skeletdelen in anatomisch verband zijn zeldzaam. Accumulaties van afzonderlijke beenderen van Sauropoda komen het meest voor. Opvallend is dat beenderen van volwassen dieren al deze accumulaties domineren, waardoor sommige paleontologen aannemen dat lichaamsgewicht een belangrijke selectieve factor was in het overleven van de Sauropoda. Jonge dieren geraakten minder frequent vast in de modder omdat ze minder zwaar waren dan volwassen dieren, die zich door hun veel groter gewicht hopeloos vast liepen. De Dinosauria stierven niet enkel in de lagune maar ook in de habitats tussen de kustvlaktes in het oosten en het binnenland. Tijdens het vochtige seizoen was er overvloedig voedsel. Karkassen van Dinosauria werden in hun natuurlijke habitats door sedimentatie begraven of werden door kleine rivieren verplaatst voordat zij uiteindelijk ingebed werden op de kustvlakte en op de getijdevlaktes. De levensomstandigheden verslechterden aanzienlijk tijdens het droge seizoen. De vegetatie werd tot een minimum herleid en waterlichamen krompen of droogden op waardoor dieren massaal stierven. Op zoek naar water en voedsel trokken Dinosauria naar tijdelijke waterlichamen op de kustvlakte. Deze waterlichamen kunnen tijdelijke toevluchtsoorden geweest zijn, maar ook de plaatsen waar dieren massaal stierven door uitdroging en verhongering wanneer voedsel en water te schaars werden. Seizoensgebonden migratie vond plaats tussen het bosrijke achterland en de kustvlaktes. Het is duidelijk dat de enorme opeenhopingen van beenderen het gevolg zijn van verschillende omstandigheden in de paleohabitats, maar het in detail reconstrueren van het ontstaan van deze bone beds blijft een uitdagende opdracht.

## Geologie en paleontologie

### Geologie algemeen
| Systeem                              | Serie           | Etage         | Ouderdom (Ma) |
| ------------------------------------ | --------------- | ------------- | ------------- |
| Krijt                                | Vroeg           | Berriasien    | Jonger        |
| Jura                                 | Boven (Malm)    | Tithonien     | 145,0–152,1   |
| Jura                                 | Boven (Malm)    | Kimmeridgien  | 152,1–157,3   |
| Jura                                 | Boven (Malm)    | Oxfordien     | 157,3–163,5   |
| Jura                                 | Midden (Dogger) | Callovien     | 163,5–166,1   |
| Jura                                 | Midden (Dogger) | Bathonien     | 166,1–168,3   |
| Jura                                 | Midden (Dogger) | Bajocien      | 168,3–170,3   |
| Jura                                 | Midden (Dogger) | Aalenien      | 170,3–174,1   |
| Jura                                 | Onder (Lias)    | Toarcien      | 174,1–182,7   |
| Jura                                 | Onder (Lias)    | Pliensbachien | 182,7–190,8   |
| Jura                                 | Onder (Lias)    | Sinemurien    | 190,8–199,3   |
| Jura                                 | Onder (Lias)    | Hettangien    | 199,3–201,3   |
| Trias                                | Boven           | Rhaetien      | Ouder         |
| Indeling van het Jura volgens de ICS |                 |               |               |

Het Tendagurugebied bevindt zich in het zuidwesten van het Mandawa Bekken dat onderdeel is van het Somali Bekken. Onder het Mandawa Bekken ligt Neoproterozoïsch gneis. De geologische evolutie van het bekken werd sterk beïnvloed door platentektoniek en door het langzaam uiteenvallen van Gondwana. Dit uiteenvallen begon ongeveer 358,9 ± 0,4 miljoen jaar geleden (Ma) tijdens de overgang Carboon/Perm met de vorming van het Oost-Afrikaanse, continentale slenksysteem van de Karroo (Zuid-Afrika). De oudste sedimenten van het Mandawa Bekken maken deel uit van de Karoosupergroep. Het zijn voornamelijk fluviatiele sedimenten met hier en daar plaatselijke "intrusies" van mariene oorsprong. De ouderdom van deze afzettingen reikt van de overgang Carboon/Perm tot het Onder-Jura.
Tijdens het Jura werden Madagaskar en andere delen van Oost-Gondwana door platentektoniek langzaam gescheiden van het gebied waar nu Tanzania, Kenia en Somalië liggen. Deze afscheiding begon vermoedelijk al tijdens het Midden-Jura. Maar er zijn aanwijzingen dat Madagaskar mogelijk al tijdens het Toarcien (de jongste etage van het Onder-Jura) van de continentale massa gescheiden werd. Hierdoor drong de Tethysoceaan vanuit het noorden in de slenkenzone tussen Gondwana en Madagaskar en overstroomde tijdens het Bajocien (Midden-Jura) het Somali Bekken en het Mandawa Bekken. Deze bekkens ondergingen tweemaal een lange periode van eustatische zeespiegelstijging.
Met de aanvang van de oceanische spreiding werd het Somali Bekken tot de continentale kust van Tanzania omgevormd. Tijdens het vroege Bathonien (Midden-Jura) vond een regressie plaats die tijdens het late Bathonien door de hoofdtransgressie van het Jura gevolgd werd. Deze hoofdtransgressie overspoelde grote delen van Oost-Afrika en duurde minstens tot het Kimmeridgien/Tithonien (Boven Jura). In het Mandawi Bekken komen marine schisten voor met "intrusies" van evaporieten uit het Callovien (Midden-Jura). De cyclische kenmerken van de afzettingen uit het Boven Jura en het Onder Krijt van het Mandawa bekken, zoals de members van de Tendaguru-formatie, tonen aan dat zij onderhevig waren aan eustatische zeespiegelschommelingen. Van het Valanginien tot in het Aptien (Onder-Krijt) vond in dit bekken een uplift en een zeespiegeldaling plaats. met een algehele regressie als gevolg. Tijdens het Albien (Onder-Krijt) werden de siliciclastische sedimenten van voornamelijk rivieren en ondiepe zeeën van de Makonde-formatie afgezet. Het geologisch interval van het Santonien (Boven-Krijt) tot het Onder-Oligoceen werd gekenmerkt door een uitzonderlijke tektonische stabiliteit van de Tanzaniaanse kust en leidde tot de sedimentatie van de Kilwa Groep. Deze sedimentatie eindigde tijdens het Oligoceen en correleert met de top van de Pande-Formatie. Tijdens het Neogeen werden oudere Mesozoïsche plooien tektonisch gereactiveerd en werden nieuwe plooien gevormd.
Het eerste rapport over de geologie en paleontologie van het Tendagurugebied werd opgesteld door de Duitse geograaf Wilhelm Bornhardt die in 1896 en 1897 een groot gedeelte van het achterland van Lindi en Kilwa exploreerde. Op verschillende locaties verzamelde hij fossielen, zoals te Ntandi, op ongeveer 15 km ten zuidoosten van Tendaguru Hill, en bepaalde hun ouderdom op Neocomien. Bornhardt heeft Tendaguru Hill nooit bezocht en identificeerde het foutief als een inselberg bestaande uit gneiss in het vroege stadium van zijn onderzoek. De stratigrafische term "Tendaguru Formation" werd in 1987 voor het eerst door Raath & MacIntosh in een studie gebruikt, en later nog door Schudack (1999), Schudack & Schudack (2002), Süss & Schultka (2006) en Msaky (2007). De geologische formatie werd genoemd naar Tendaguru Hill, gelegen op 10 km ten zuiden van Mtapaia. De Tendaguru-formatie is ongeveer 110 meter dik op de type locatie Tendaguru Hill, en bestaat uit drie gesteentelagen van elk tot 30 meter dikte waarin zandsteen domineert. Deze gesteentelagen zijn (van oud naar jong) de Nerinea member, de Trigonia smeei member en de Trigonia Schwarzi member. Deze members werden in kustgebieden afgezet. Verder zijn er nog eens drie fijnkorrelige gesteentelagen van 10 tot 30 meter dikte die vooral op kust- en getijdevlaktes afgezet werden (van oud naar jong; Lower Saurian member, Middle Saurian member en Upper Saurian member De zandsteen van de Tendaguru-formatie is rijk aan veldspaat en bevat veel calciet. De fracties kleimineralen bevatten vooral illiet en smectiet. Afhankelijk van hun resistentie tegen erosie, vormen de fijnkorrelige gesteentelagen zachte hellingen en de gesteentelagen waarin zandsteen domineert trappen of klippen. Deze zes members geven de formatie een cyclisch karakter en weerspiegelen vooral zeespiegelschommelingen. Het is onduidelijk of deze schommelingen globaal waren of het resultaat waren van regionale tektoniek.
| Voorgestelde stratigrafische naam | Vroegere benamingen    | Wetenschappelijke publicaties (auteurs, (jaartal)) |
| --------------------------------- | ---------------------- | --- |
| Tendaguru Formation               | Tendaguru-Schichten    | Hennig (1912c, 1924, 1927, 1937a); Zwierzycki (1914); Krenkel (1925, 1957); Kapilima (1984); Heinrich (2003) |
| Tendaguru Formation               | Tendaguru-Serie        | Hennig (1912, 1937b); Hölder (1964) |
| Tendaguru Formation               | Tendaguru Beds         | Simpson (1926); Teale (1934); Haughton (1938); Arkell (1956); Quennell et al.(1956); Heinrich (1999a); Bonaparte et al. (2000); Heinrich et al. (2001); Aberhan et al. (2002); Bussert & Aberhan (2004); Schrank (2004, 2005); Remes (2007) |
| Tendaguru Formation               | Gigantosaurus Beds     | Gregory (1921) |
| Tendaguru Formation               | Tendaguruschichten     | Hennig (1914a); Janensch (1914c); Janensch & Hennig (1914); Dietrich (1914, 1933a, 1933b); Lange (1914); Sames (2005) |
| Tendaguru Formation               | Tendaguru Series       | Schuchert (1918); Spath (1928–1933); Parkinson (1930b); Wade (1937); Aitken (1956b, 1961); Cox (1965); Zils et al. (1995); Mpanda (1997) |
| Tendaguru Formation               | Tendaguru reptile beds | Furon (1963) |
| Tendaguru Formation               | Tendaguru Formation    | Raath & MacIntosh (1987); Schudack (1999); Schudack & Schudack (2002); Süss & Schultka (2006); Msaky (2007) |
| Tendaguru Formation               | Tendaguru Group        | Schlüter (1997) |
| Tendaguru Formation               | Tendaguru formation    | Sames (2008) |

### Lower Saurian member

#### Geologie
De Lower Saurian member bestaat voornamelijk uit kriskras gelaagde, fijnkorrelige zand- en siltsteen met tussenlagen van massieve, kleirijke siltsteen, en is grotendeels begraven onder afzettingen van de Mbwemkuruoverstromingsvlakte.

#### Paleontologie

##### Dinosauria

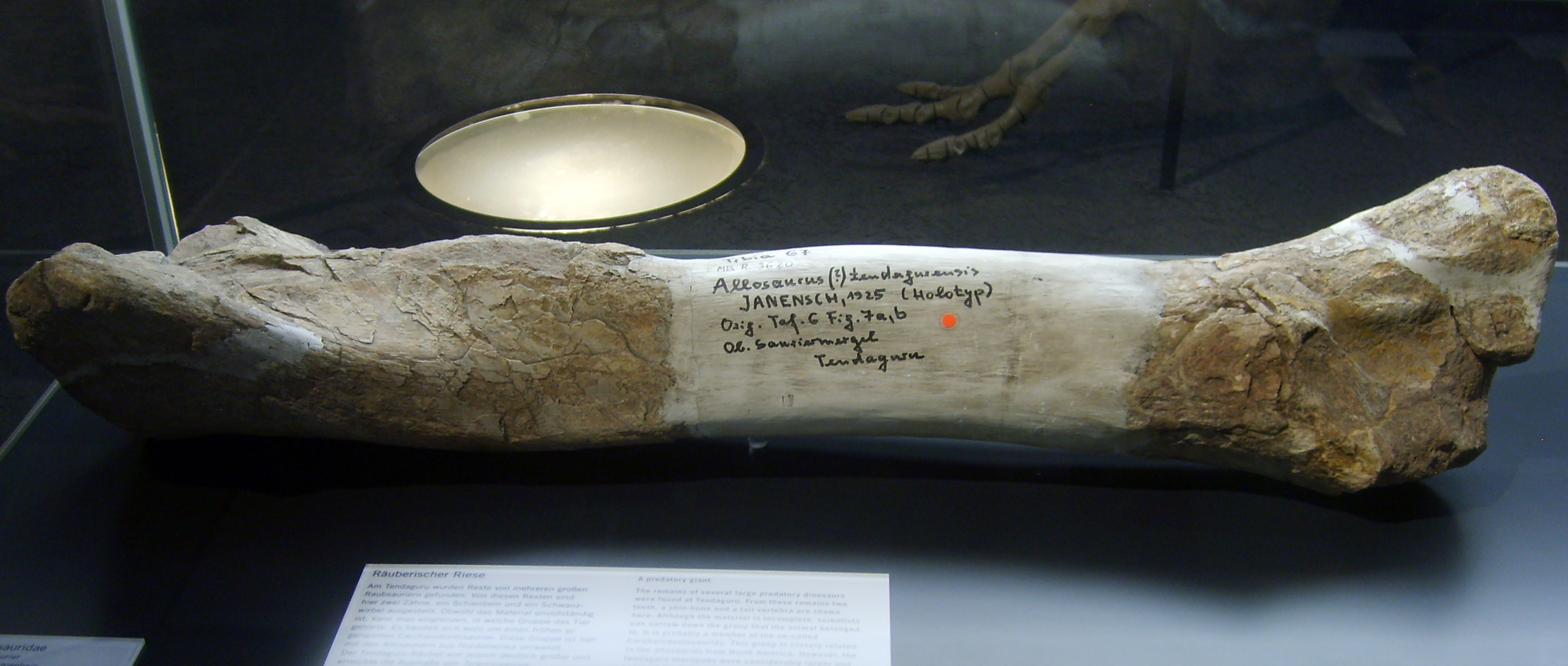
Linker scheenbeen (holotype) van Allosaurus tendagurensis uit de Middle Saurian member, Museum für Naturkunde, Berlijn.

In 2002 waren de enige bekende landvertebraten uit de Lower Saurian member de soorten die door de Duitse Tendaguru-expeditie gerapporteerd werden. De fossielen bestaan uit het distaal einde van een groot dijbeen en een kleine handklauw van Giraffatitan brancai. Het dijbeen behoort tot een volwassen dier en de kleine klauw behoort blijkbaar tot een jong dier. Verschillende afzonderlijke tanden werden aan Megalosaurus ingens toegewezen. Enkele andere tanden kunnen van Veterupristisaurus milneri en Allosaurus tendagurensis afkomstig zijn.

##### Vissen
In vergelijking met ongewervelden zijn gewervelden schaars vertegenwoordigd in de Lower Saurian member. Er is één enkele wervel bekend van een niet-geïdentificeerde beenvis en slecht gefossiliseerde schubben en beenderen van andere niet-identificeerbare vissen.

##### Ongewervelden
Weekdieren uit de mesopelagische zone (van 200 tot 1.000 meter diepte) komen overvloedig voor en bestaan uit een relatief gevarieerde levensgemeenschap, gedomineerd door jonge specimina van de tweekleppigen Nanogyra nana, Liostrea dubiensis, Meleagrinella radiata en Eomiodon cutleri. Ook slakken – Pseudomelania dietrichi, Promathildia sp. en Cryptaulax – zijn dominant. Zeldzaam zijn Serpulidae (ringwormen) die kokers bouwen, kreeftachtigen (twee soorten mosselkreeftjes en een Decapode krab), benthische Foraminifera en fragmenten van zee-egels (Echinoidea) en zeelelies (Crinoidea).

##### Paleoflora
De Lower Saurian member heeft een verarmde palynoflora. Pollenkorrels van Cheirolepidiaceae (pollengenus Classopollis) zijn dominant en zijn geassocieerd met pollen van andere coniferen (Araucariacites; Pinopsida, Pinales, Araucariaceae), met mogelijke vertegenwoordigers van Podocarpaceae (Plantae, Embryophyta, Spermatopsida, Naaktzadigen, Coniferales) en met enkele sporen van varens. Marine palynoflora komt ook voor. De mesoflora (een flora waarvan de vertegenwoordigers van gemiddelde grootte zijn) wordt gedomineerd door cuticula van Cheirolepidiaceae. Cuticula van Araucariaceae en ginkgo komen minder algemeen voor.

##### Paleohabitat
De Lower Saurian member werd op een getijdevlakte afgezet. De kenmerken van de sedimenten en van de ongewervelde levensgemeenschappen wijzen op een duidelijke mariene invloed. Het dominant voorkomen van wijd verspreide tweekleppigen en slakken, de relatief kleine biodiversiteit van de member en de overvloed van jonge ongewervelde dieren wijzen op een licht nadelige beïnvloeding van de habitat ten gevolge van schommelingen in het zoutgehalte en ten gevolge van relatief lange blootstelling aan de lucht. Hierdoor was er voor de weekdieren te weinig tijd om voedsel uit het water te zeven. Resten van fossiele vissen wijzen op de aanwezigheid van rivieren en meren. Mogelijk bereikte de gewervelde landfauna van de Lower Saurian member hetzelfde diversiteitsniveau als dat van de Middle en Upper Saurian members, maar dit kan niet aangetoond worden wegens onder meer de kleine omvang van het verzamelde materiaal.

### Nerinea member

#### Geologie
De basis van de Nerinea member bestaat uit massieve, matig gesorteerde, medium- tot grootkorrelige zandsteen. Soms wordt deze bedekt door fijn- tot mediumkorrelige zandsteen dat gevarieerde levensgemeenschappen ongewervelden bevat.

#### Paleontologie

##### Dinosauria
Volgens Hennig (1914a) en Janensch (1914b) leverden de mariene zandsteen members, die de drie members met resten van dinosauriërs van elkaar scheiden, slechts onbetekenende fragmenten van beenderen van dinosauriërs op.

##### Ongewervelden

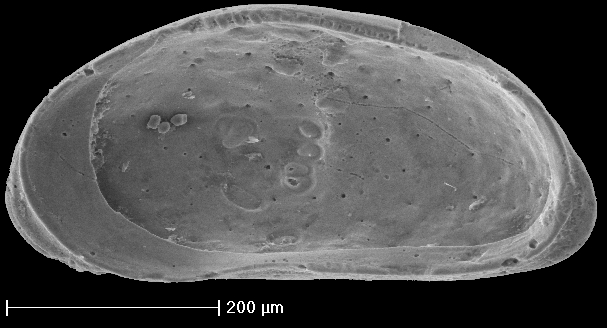
Schelpje van een Ostracode

De tweekleppigen van de Lower Saurian member komen ook verspreid voor in verschillende zandsteenlagen aan de basis van de Nerinea member, maar de soorten zijn aanzienlijk groter. In de Nerinea member zijn de tweekleppigen Grammatodon irritans en Protocardia schencki en diverse soorten Limidae en Pectinidae algemeen, terwijl slakken zeldzaam zijn. Nautiloidea, Belemnieten en Ammonieten (dieren) zijn zeldzaam. Zes soorten Ostracoda, met onder meer Majungaella oxfordiana en Cytherella umbilica, en benthische Foraminifera vertegenwoordigen de microfauna. De meeste fossielen zijn afkomstig uit kalkhoudende concreties in een fijnkorrelige zandsteen. Deze zandsteen vertoont duidelijke sporen van bioturbatie en bevat een dominante epifauna en infauna. Epifauna en infauna zijn fauna’s die bestaan uit voedselzevende tweekleppigen die een tamelijk gelijkmatige verspreiding hebben in verhouding tot hun relatieve overvloed. De graad van abrasie, fragmentatie, incrustatie (omkorsting) en bio-erosie (erosie van hard, marien substraat door levende organismen) is laag.

##### Paleoflora
Ook in de Nerinea member is in de palynoflora pollen van coniferen dominant (voornamelijk Classopollis, maar ook Araucariacites). monotypische levensgemeenschappen dinoflagellaten en meer gediversifieerde levensgemeenschappen Dinoflagellata met Barbatacysta en Gonyaulacysta komen ook voor. Mesoflora is eerder zeldzaam maar lijkt divers aan soorten. Cuticula van Podocarpaceae, Cheirolepidiaceae, Cycadales en Ginkgoales werden in deze member aangetroffen. Er werd een verkoolde afdruk gevonden van een voordien onbekend coniferengeslacht.

##### Paleohabitat
De Nerinea member werd meer dan waarschijnlijk in getijdekanalen afgezet. De soortenrijke ongewervelde levensgemeenschappen in bovengenoemde fijnkorrelige zandsteen (zie "Geologie" van de Nerinea member), met duidelijke sporen van bioturbatie, vertegenwoordigen waarschijnlijk de laatste opvulling van zulk getijdekanaal. De evenwichtige verhouding tussen epifauna en infauna in dit getijdekanaal verwijst naar een stabiel, maar nog relatief zacht substraat (ecologie). Tafonomische gegevens tonen aan dat transport na de dood onbetekenend was, en dat het verblijf van de schelpen op het sedimentoppervlak kort was. De samenstelling van de fauna (biologie), de maximale grootte van de taxa en de biodiversiteit getuigen van normale mariene omstandigheden, wat bevestigd wordt door de relatief gediversifieerde levensgemeenschappen van benthische Foraminifera, Dinoflagellaten en Ostracoda. Voornamelijk in de hogere delen van deze member komen geen of weinig fossiele levensgemeenschappen voor. Deze levensgemeenschappen hebben een relatief kleine biodiversiteit. Dit wijst op nadelige beïnvloeding van de habitat, mogelijk door schommelingen in het zoutgehalte. De afwezigheid of zeldzaamheid van harde lichaamsdelen is niet noodzakelijk het gevolg van initiële afwezigheid van schaaldragende ongewervelden, maar kan het gevolg zijn van desintegratie vroeg tijdens het proces van de diagenese. Tot nog toe is niets geweten over de gewervelde mariene fauna van de Nerinea member en haar terrestrische equivalent. zandsteenlagen met één sedimentatierichting worden als een formatie zandbanken beschouwd dat in de getijdenzone gevormd werd. Kriskras gelaagde zandsteen dat horizontaal of onder een lage hoek afgezet werd vertegenwoordigt strandafzettingen en chaotisch kriskras gelaagde zandsteen stormafzettingen. Globaal vertegenwoordigt de Nerinea member een heel ondiepe tot ondiepe getijdenzone die niet enkel door de getijden, maar af en toe ook door stormen beïnvloed werd.

### Middle Saurian member

#### Geologie
De basis van de Middle Saurian member bestaat uit fijnkorrelige zand- en siltsteen en massieve silt- en kleisteen. Deze sedimenten worden door lenzen bestaande uit kriskras gelaagde zandsteen doorsneden. In het bovenste deel van de member werden verschillende lagen fijnkorrelige kalksteen tussen de zandsteenlagen afgezet. Kalksteen klasten zijn ook in aanpalende zandsteenlagen aanwezig.

#### Paleontologie

##### Zoogdieren
Zoogdieren worden vertegenwoordigd door een kaakfragment van Tendagurutherium dietrichi (Heinrich, 1998) (Peramura, Peramuridae), door tanden van een Haramiyide (Allostaffia aenigmatica; Multituberculata, Haramiyida, Haramiyidae) en door een tand van een triconodont, Tendagurodon janenschi (Heinrich, 1998) (Eutriconodonta, Amphilestidae). Allostaffia aenigmatica is de eerste soort van de orde Haramiyida die in Gondwana ontdekt werd, en toont aan dat deze enigmatische vroege zoogdieren veel meer in ruimte en tijd verspreid waren dan men vroeger aannam.
Tendagurutherium dietrichi ontdekte men in "Tendaguru quarry Ig". Het was niet groter dan een spitsmuis. Een van de meest merkwaardige kenmerken is een gleuf aan de achterkant van de onderkaak, dat aantoont dat het trommelvlies en ondersteunende beenderen nog aan de onderkaak bevestigd waren, dit in tegenstelling tot de huidige zoogdieren waarbij het trommelvlies en ondersteunende beenderen volledig van de onderkaak losgekoppeld en in de schedel ingebouwd zijn. De studie van de onderkaak van Tendagurutherium wierp licht op de vroege evolutie van het middenoor bij zoogdieren.

##### Dinosauria

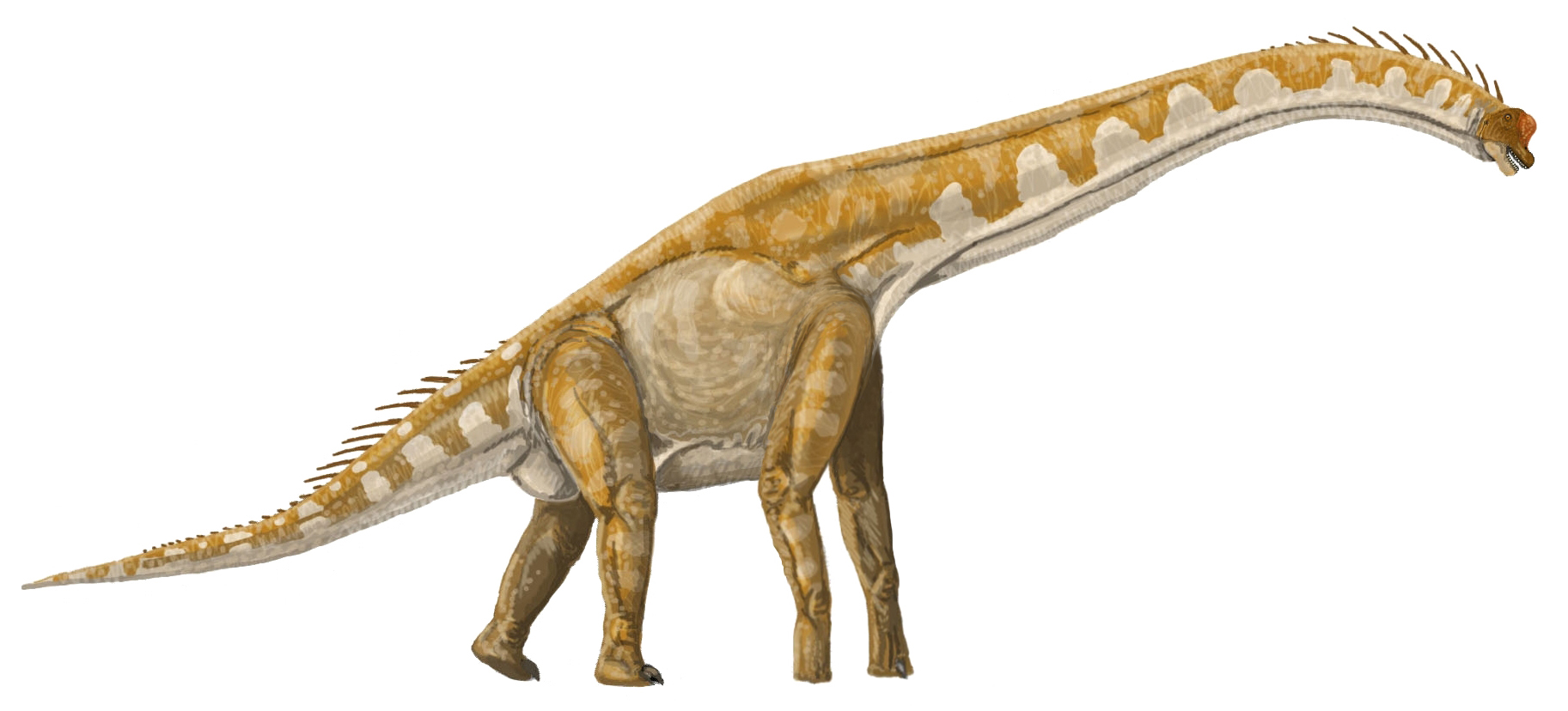
Reconstructie van Giraffatitan brancai

De Dinosauria die door de Duitse Tendaguru-expeditie opgegraven werden vormen het waarmerk van de Middle Saurian member. Volgende Sauropoda werden geïdentificeerd: Giraffatitan brancai (Titanosauriformes, Brachiosauridae) (oorspronkelijk Brachiosaurus), Dicraeosaurus hansemanni (Dicraeosauridae, Dicraeosaurinae) en Barosaurus gracilis (Diplodocidae, Diplodocinae). Zij komen voor in associatie met de Theropoda Elaphrosaurus bambergi (Averostra, Ceratosauria), Megalosaurus ingens (Megalosauridae, Megalosaurinae), Ostafrikasaurus crassiserratus (Megalosauria, Spinosauridae)(oorspronkelijk Labrosaurus) en Allosaurus tendagurensis (Tetanurae, Orionides). Een afzonderlijk linker scheenbeen kan afkomstig zijn van een Abelisauride (Ceratosauria, neoceratosauria, Abelisauroidea, Abelisauria, Abelisauridae). Er werden ook twee Ornithischiërs geïdentificeerd; Kentrosaurus aethiopicus (Stegosauria, Stegosauridae) en Dysalotosaurus lettowvorbecki (Ornithopoda, Dryosauroidea, Dryosauridae) (oorspronkelijk Dryosaurus). De overgangszanden tussen de Middle Saurian member en de Trigonia smeei member bevatten resten van Kentrosaurus aethiopicus, Giraffatitan brancai, Barosaurus gracilis en Dicraeosaurus sp. Deze resten zijn vooral beenderen van ledematen die niet in anatomisch verband zijn en waarvan er vele door water geërodeerd zijn. Een fragmentarisch opperarmbeen van Giraffatitan brancai was overgroeid door oesters en een serie staartwervels werd gevonden in associatie met mariene ongewervelden, waaronder slakken, fragmenten van stengels van zeelelies en Eomiodon. Volgens veldnotities van de Duitse Tendaguru-expeditie onderscheidde Heinrich (1999a) vier belangrijke conserveringsstadia: a/ relatief volledige skeletten (bv. Dicraeosaurus hansemanni en Giraffatitan brancai, b/ gedeeltelijke skeletten (bv. Dysalotosaurus lettowvorbecki c/ bone beds die voornamelijk uit beenderen bestaan die uit anatomisch verband zijn (bv. Kentrosaurus aethiopicus) en d/ afzonderlijke beenderen en tanden (van de meeste soorten en locaties). Multitaxa bone beds met Giraffatitan brancai, Dicraeosaurus hansemanni en Kentrosaurus aethiopicus en bone beds met één taxon, bv. enkel Giraffatitan brancai en enkel Dicraeosaurus hansemanni, werden onderscheiden. De laatste categorie omvat zowel bone beds met resten van één individu (bv. Dicraeosaurus hansemanni) en bone beds met meerdere individuen (bv. Giraffatitan brancai). De bone beds met Giraffatitan brancai bevatten vooral volwassen en oude dieren. In tegenstelling tot de Sauropoda en de Ornithischiërs van de Middle Saurian member, worden Theropoda voornamelijk door afzonderlijke beenderen en tanden vertegenwoordigd. Van Elaphrosaurus bambergi echter werden geen afzonderlijke beenderen en tanden ontdekt, maar een onvolledig skelet.
Enkele paleosites in de Middle Saurian member:
Tendaguru Sites lg en WJ
- Locatie: ca. 2,3 km ten noordnoordwesten van Tendaguru Hill
- Soort: Dysalotosaurus lettowvorbecki
- Beschrijving: Duitse Tendaguru-expeditie, veldschetsboek
- Aantal beenderen: 14.000
- Minimumaantal individuen: 100
- Samenstelling: meerdere individuen, 1 taxon

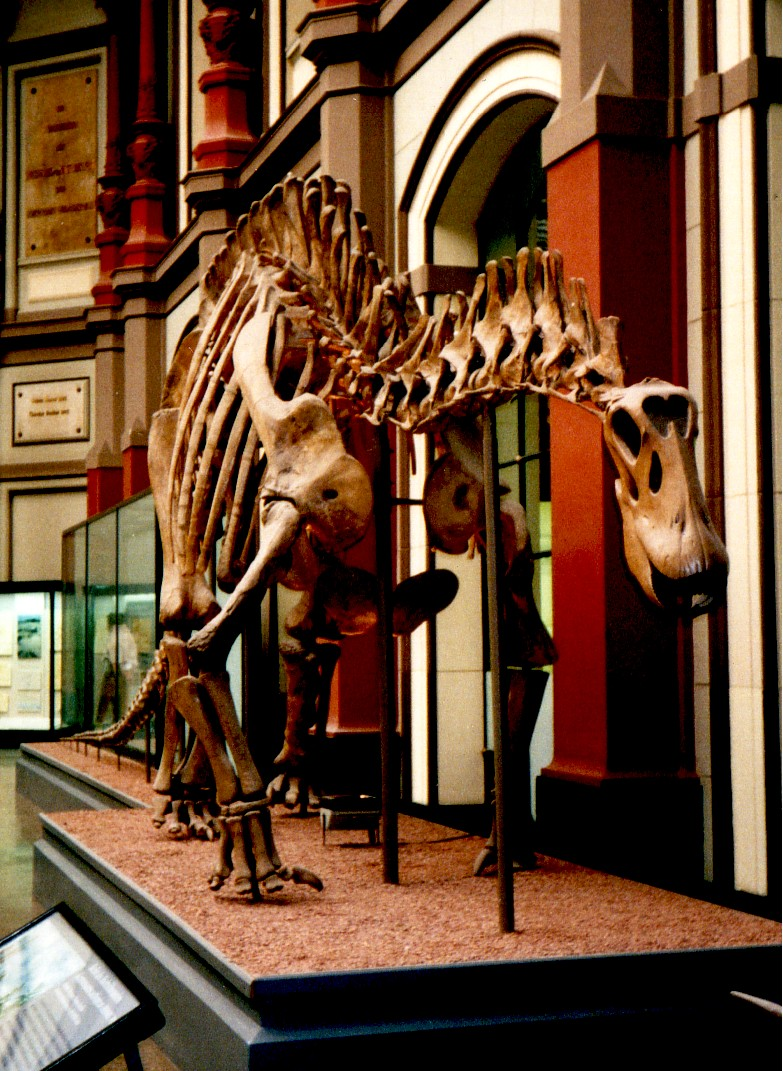
Frontaal zicht op het skelet van Dicraeosaurus hansemanni in het Museum für Naturkunde in Berlijn

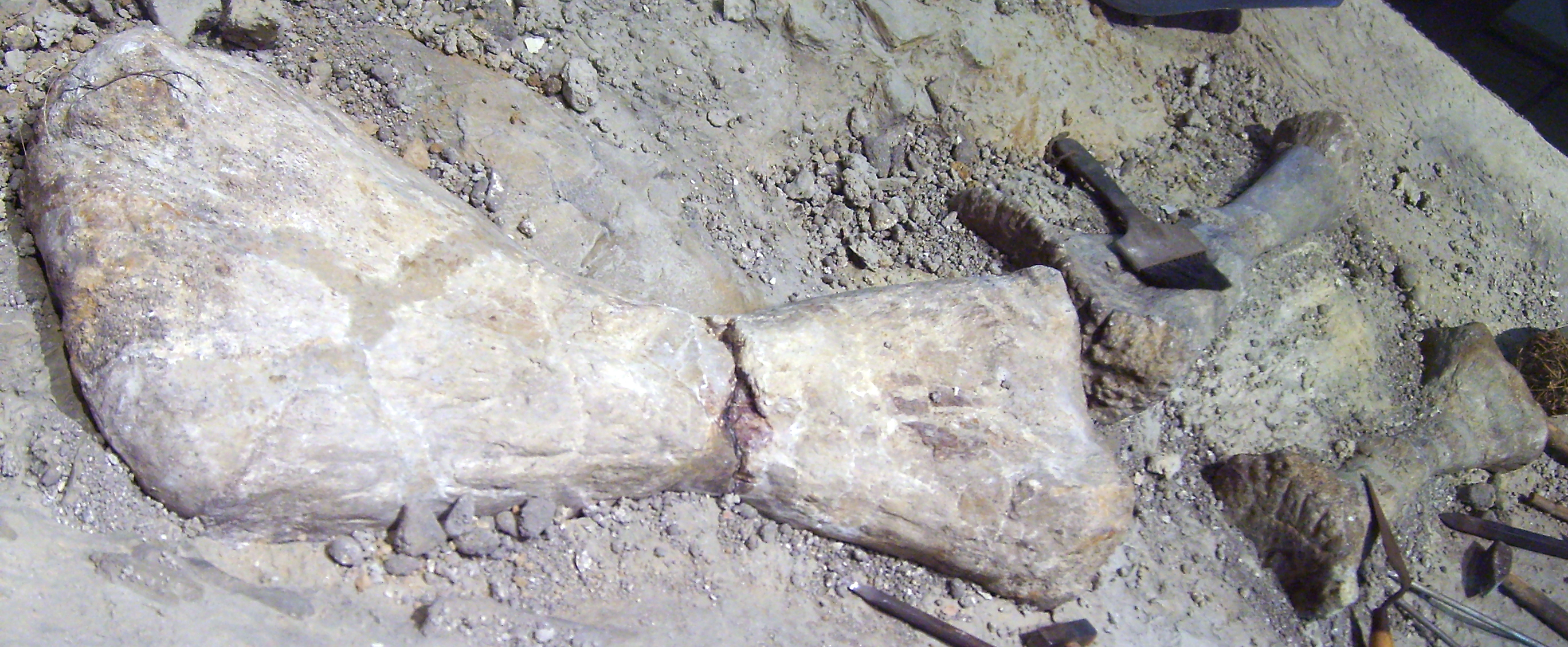
Opperarmbeen, spaakbeen en ellepijp van Janenschia robusta

- Oppervlakte paleosite: onbekend

Tendaguru Site S
- Locatie: ca. 1 km ten zuidzuidwesten van Tendaguru Hill
- Soort: Giraffatitan brancai (holotype)
- Beschrijving: Janensch (1914a, c, 1929a, 1961a)

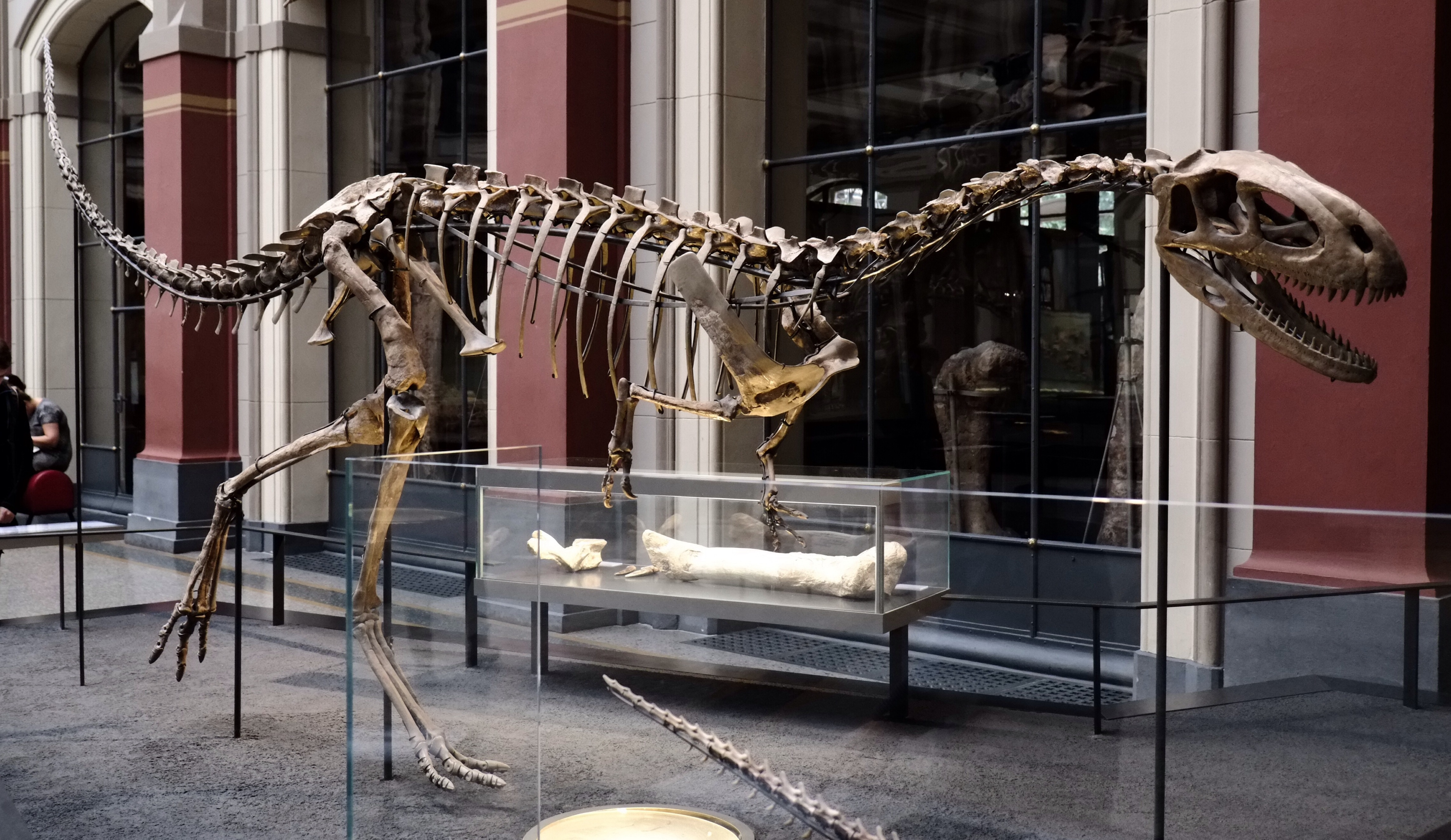
Skelet van Elaphrosaurus bambergi in het Museum für Naturkunde te Berlijn

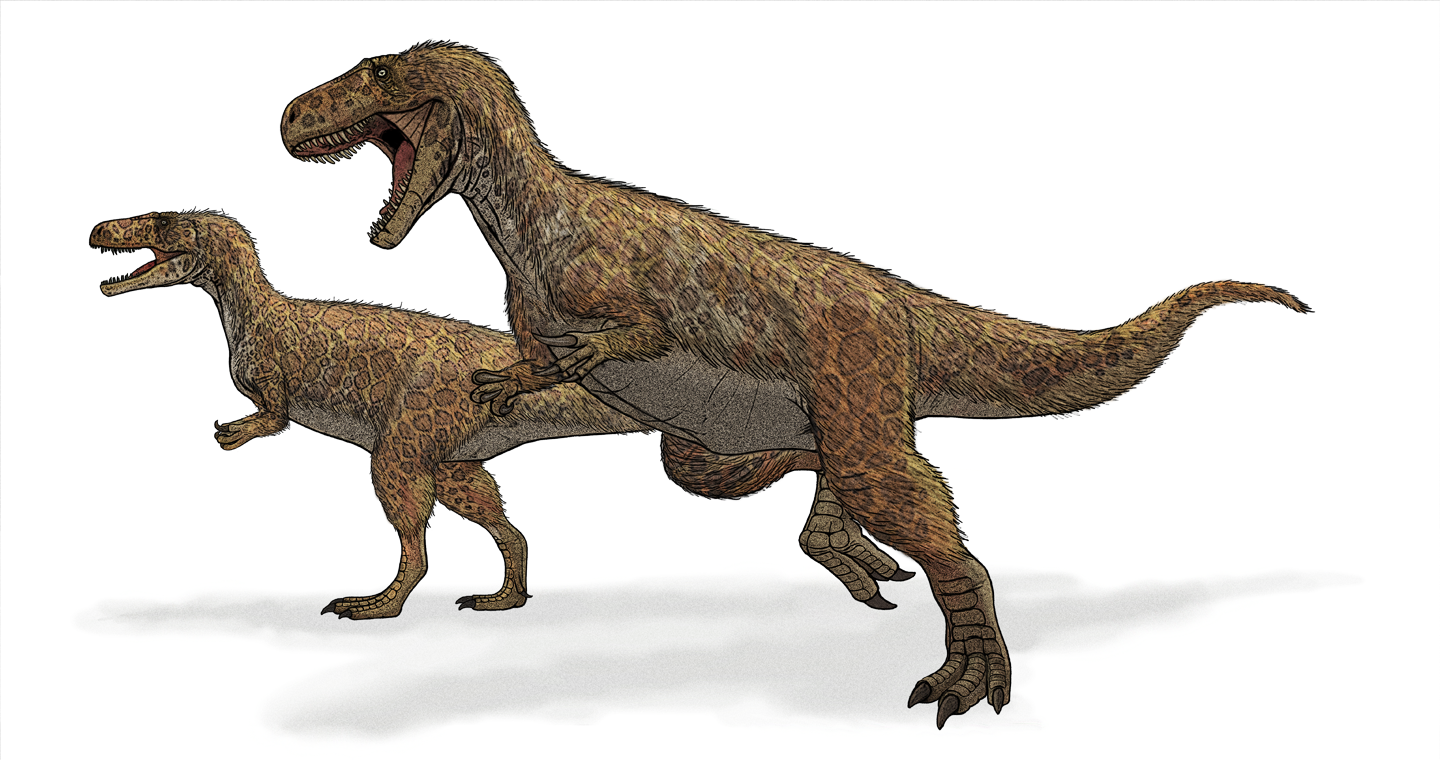
Reconstructie van Megalosaurus

- Aantal beenderen: onbekend
- Minimumaantal individuen: 2
- Samenstelling: meerdere individuen, 1 taxon
- Oppervlakte paleosite: onbekend

Tendaguru Site Y
- Locatie: ca. 3,1 km ten noorden van Tendaguru Hill
- Soort: Giraffatitan brancai
- Beschrijving: Janensch (1929a)
- Aantal beenderen: 23
- Minimumaantal individuen: 1
- Samenstelling: 1 individu, 1 taxon
- Oppervlakte paleosite: ca. 21 m²

Tendaguru Site m
- Locatie: ca. 3,2 km ten noorden van Tendaguru Hill, vlak bij Kindope
- Soort: Dicraeosaurus hansemanni
- Beschrijving: Janensch (1914a, 1929a, b, 1936, 1961a)
- Aantal beenderen: onbekend
- Aantal individuen: 1
- Samenstelling: 1 individu, 1 taxon
- Oppervlakte paleosite: onbekend

##### Reptielen
Zuurbehandeling van moedergesteente van twee bone beds geëxploreerd door de Duitse Tendaguru-expeditie onthulde skeletresten van kleine terrestrische vertebraten zoals Squamata (Paramacellodidae indet.,), Lissamphibia (Salientia ?), krokodilachtigen (bv. Bernissartia). Resten van pterosauriërs werden ook gevonden; Tendaguripterus recki(Pterosauria, Pterodactyloidea, Archaeopterodactyloidea, Germanodactylidae).

##### Vissen
Fossielen van vissen omvatten schubben en tanden van Lepidotes sp. (Chordata, Actinopterygii, Lepisosteiformes), tanden van een haai, een schub van een Pholidophoriforme vis (Chordata, Actinopterygii, Neopterygii, Teleostei, Pholidophoriformes), wervels van een niet-geïdentificeerde beenvis, de stekel van een haai en nog een aantal niet-geïdentificeerde resten.

##### Ongewervelden
De basis van de member bevat een macrobenthische weekdierenfauna die gekenmerkt wordt door een kleine soortenrijkdom met talrijke individuen. De gravende tweekleppige Eomiodon cutleri (Bivalvia, Cardiida, Neomiodontidae) vertegenwoordigt bijna 80% van het totale aantal specimina en is dus dominant. Deze soort kent aanzienlijke verschillen in grootte tussen de individuen onderling. Een Mytilide tweekleppige en twee soorten slakken, Pseudomelania dietrichi (Mollusca, Gastropoda, Caenogastropoda, Pseudomelanoidea, Pseudomelaniidae) en Promathildia sp. (Mollusca, Gastropoda, Allogastropoda, Gordenellidae), komen veel minder voor. Stenohaliene organismen (organismen die slechts beperkte verschillen in zoutconcentratie kunnen tolereren), zoals koralen en stekelhuidigen, schijnen niet voor te komen. Het mesobenthos (fauna en flora dat op 182 tot 914 meter diepte op de zeebodem leeft) wordt gedomineerd door jonge exemplaren van Promathildia. Ostracoda, zoals Darwinula (Arthropoda, Ostracoda, Podocopida, Darwinulidae) komen algemeen voor. In de rest van de Middle Saurian member komen macro- en micro ongewervelden slechts sporadisch voor, zoals de hierboven al vermelde tweekleppigen en slakken, en verder nog kleine exemplaren van de eurytopische (organismen die in een breed spectrum van habitats kunnen gedijen en dus een grote geografische verspreiding hebben) oesters Liostrea (Mollusca, Bivalvia, Pteriomorphia, Ostreoida, Ostreoidea, Ostreidae) en Nanogyra (Mollusca, Bivalvia, Pteriomorphia, Ostreoida, Ostreoidea, Ostreidae).

##### Paleoflora
Zoals in de Lower Saurian member en Nerinea member zijn in de Middle Saurian member pollen afkomstig van coniferen het sterkst vertegenwoordigd. Zeldzame Dinoflagellaten en zoetwateralgen van het geslacht Ovoidites (Plantae, Charophyta, Zygnematales, Zygnemataceae werden ook in de Middle Saurian member gevonden. Van de gehele Tendaguru-formatie komen in deze member de meeste cuticula voor, met een bijna monotypische flora Cheirolepidiaceae en slechts enkele Podocarpaceae.

##### Paleohabitat
Het grootste deel van de fijnkorrelige sedimenten in de basis van de Middle Saurian member werden op siliciklastische getijdevlaktes van een lagunesysteem afgezet. De zandsteenlenzen in deze fijnkorrelige sedimenten vertegenwoordigen de afzettingen van kleine getijdekanalen. De tafonomische gegevens van de macrobenthische levensgemeenschappen in deze fijnkorrelige sedimenten en in deze zandsteenlenzen wijzen op de afwezigheid van intensief transport en sortering van de schalen van tweekleppigen. Naar analogie met moderne ecosystemen wijzen grote populaties met een kleine biodiversiteit op factoren die de habitat nadelig beïnvloeden. Eomiodon werd lang als een eurytopische tweekleppige beschouwd, in staat om in water met een verlaagd zoutgehalte te gedijen. Dit laatste, in combinatie met het ontbreken van stenohaliene organismen en met de marginale mariene context van de Tendaguru-formatie, is indicatief voor het bestaan van brakwaterhabitats. Deze interpretatie wordt ondersteund door de aanwezigheid van de Ostracode Darwinula en zeldzame, kortstekelige Dinoflagellaten en Dinoflagellaten met een glad oppervlak. Het voorkomen van zowel Darwinula als Dinoflagellaten verwijst naar de invloed van zoet tot licht oligohalien water (water met een zoutgehalte van 0,5-5%o). De overvloed van jonge exemplaren Promathildia sp. geeft aan dat deze soort dicht tegen de limiet van haar omgevingstolerantie leefde. Waarschijnlijk veroorzaakten schommelingen in saliniteit periodiek grote sterfte onder jonge tweekleppigen. Volgens Dietrich (1933) zijn schelpenbanken die door Cyrena sp. (= Eomiodon) gedomineerd worden indicatief voor milde brakwateromstandigheden, die zich herhaaldelijk in het jura van de Tendaguru-formatie voordoen. Het voorkomen van goed geconserveerde Charophyta en andere zoetwateralgen, en van de Ostracode Cypridea in bepaalde secties van de Middle Saurian member, wijzen op een sterke beïnvloeding door zoet water. Er werden ook Charophyta en Ostracoda gerapporteerd die zowel in zee- als in zoet water gedijen en wijzen op een habitat met gedeeltelijk brak water en gedeeltelijk zoet water Fijnkorrelige kalksteen in het bovenste gedeelte van de member wordt als pedogenetische duricrust beschouwd en wijst op oppervlakte-erosie en op het begin van bodemvorming. Duricrust klasten in nabijgelegen zandsteenlagen getuigen van erosieve herwerking van duricrust oppervlakken. Het zeer sporadisch voorkomen in dit deel van de member van weekdieren die typisch zijn voor littorale habitats, wijst op een zeer zwakke invloed van de zee. Deze habitats worden als sabkha-achtige kustvlaktes beschouwd met brakwatermeren en grote brakwaterplassen.
De grootste soorten gewervelden in de Middle Saurian member waren de quadrupedale Sauropoda, onder meer vertegenwoordigd door Giraffatitan brancai, waarvan algemeen aangenomen wordt dat deze zich tot op een hoogte van dertien meter met boombladeren kon voeden De gigantische omvang van de langnekkige Giraffatitan doet veronderstellen dat het dier veel tijd besteedde aan grazen in de toppen van de bomen, maar het kon ook op lagere niveaus grazen. De flexibele en beweeglijke nek was om twee redenen nuttig. Giraffatitan kon voedselcompetitie vermijden door in de boomtoppen te grazen die voor andere Sauropoda (en andere groepen Dinosauria) onbereikbaar waren, maar in het droge seizoen, toen grote bomen weinig voedsel boden, kon hij toch overleven door te grazen van de minder overvloedige vegetatie dat op lagere niveaus groeide (bv. Ginkgo en varens). Zoals andere Sauropoda was Giraffatitan een landdier. In graasbereik werd het gevolgd door Barosaurus gracilis en door de relatief kort genekte Dicraeosaurus hansemanni, door Janenschia robusta en door Tornieria africana, die alle vier op een lager niveau graasden. Het graasbereik van Dysalotosaurus lettowvorbecki en Kentrosaurus aethiopicus bedroeg mogelijk niet meer dan twee meter boven de grond. De taxonomische diversiteit van de herbivore Dinosauria en hun geschatte graasbereik wijzen op een gevarieerde vegetatie in het achterland, met talrijke niches en habitats. Zoals op andere vindplaatsen van Dinosauria waren de carnivore Theropoda numeriek in de minderheid ten opzichte van de herbivore Sauropoda.

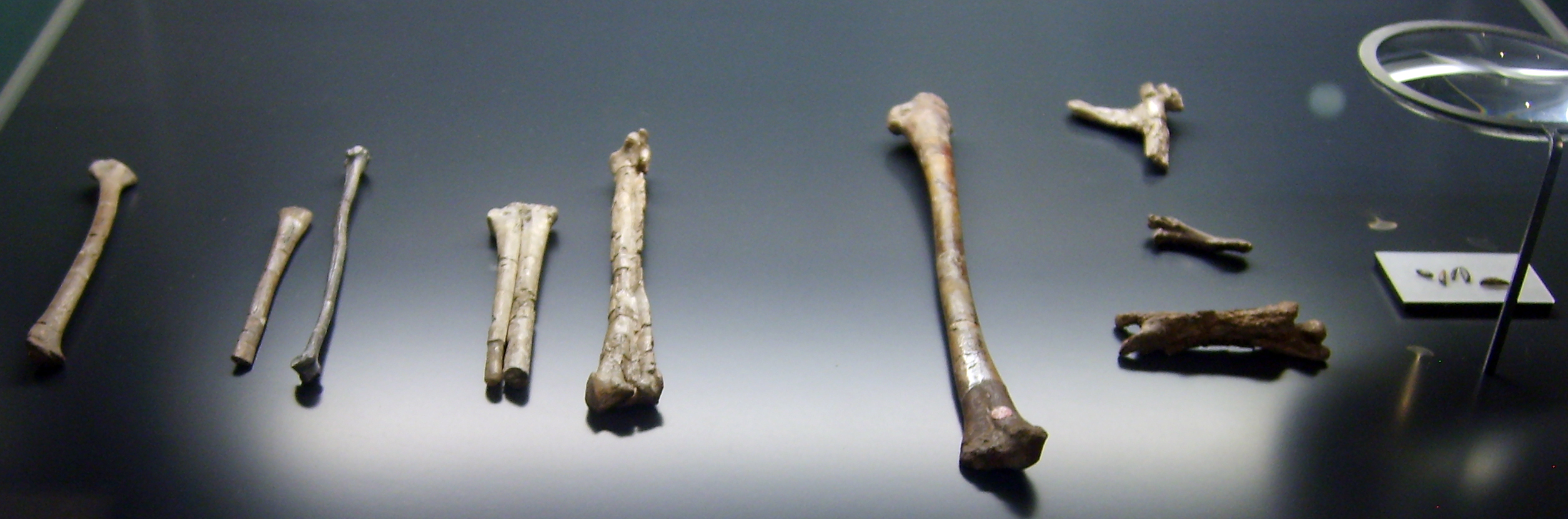
Pterosauriërfossielen van de Tendaguru

De niches en habitats van de Middle Saurian member waren ook geschikt voor Squamata, terrestrische Sphenodontia (Chordata, Reptilia, Diapsida, Lepidosauromorpha, Lepidosauria), Pterosauriërs, zoogdieren en Lissamphibia. De Pterosauriër Tendaguripterus recki voedde zich mogelijk met hardschalige ongewervelden, zoals tweekleppigen, en bewoonde de kust van een ondiepe zee en de oevers van rivieren. Het Triconodontide zoogdier Tendagurodon janenschi (Mammalia, Multituberculata, Triconodonta, Amphilestidae) was waarschijnlijk terrestrisch en insectivoor of gedeeltelijk carnivoor. Tendagurutherium dietrichi (Peramura, Peramuridae) had de grootte van een spitsmuis en had kniptanden. Het was een landdier en voedde zich mogelijk met insecten en andere kleine gewervelden. Allostaffia aenigmatica (Multituberculata, Haramiyida, Haramiyidae) was een klein terrestrisch zoogdier. Het gebit toont aan dat het een herbivoor was, zoals door Butler & McIntyre (1994) eerder al voor andere Haramiyidae vastgesteld was. Resten van krokodillen wijzen op zoetwater- tot littorale habitats.

##### Paleotafonomie
Beenderen van terrestrische vertebraten vertonen in de Middle Saurian member een breed spectrum aan disarticulatiestadia, en de vele door water geërodeerde beenderen wijzen op ontbinding en een kort post-mortemtransport voorafgaande aan afdekking door sediment. Massale accumulaties van voornamelijk gedisarticuleerde beenderen van Dysalotosaurus lettowvorbecki en Kentrosaurus aethiopicus werden eerst beschouwd als het gevolg van een plotse massale sterfte ten gevolge van verdrinking. Maar Russell et al. (1980) lanceerden de hypothese dat deze uitgebreide bone beds het resultaat kunnen zijn van een concentratie van dieren in een steeds kleiner wordend gebied met relatief rijke vegetatie gedurende een droogteperiode. Deze overbevolking leidde tot overexploitatie van het voedsel en uiteindelijk tot massale sterfte. Talrijke beenderen die her en der verspreid lagen werden tijdens het vochtige seizoen door stromend water geconcentreerd. Maar onderzoek van de veldgegevens met betrekking tot dijbeenderen van Dysalotosaurus lettowvorbecki wijst op een graduele aanvoer en opstapeling van beenderen door watertransport in getijdekanalen, eerder dan opstapeling van beenderen ten gevolge van massale sterfte tijdens een korte periode van droogte. De overgangszanden tussen de Middel Saurian en de Trigonia smeei member worden gedomineerd door geërodeerde beenderen van ledematen van Sauropoda. Deze erosie werd mogelijk veroorzaakt door golven en/of stroming en resulteerde in het afslijten, de vernietiging, het transport en het sorteren van de beenderen. Geassocieerde ongewervelden geven aan dat de habitat door zeewater beïnvloed werd.

### Trigonia smeei member

#### Geologie
Zoals de Nerinea member bestaat de basis van de Trigonia smeei member uit massieve, weinig gesorteerde, medium- tot grootkorrelige zandsteen dat zeer wisselende sedimentatierichtingen vertoont. Deze zandsteen wordt bedekt door dunne kriskras gelaagde zandsteen, door kriskras gelaagde zandsteen met golfribbels en ook door dunne silt- en kleisteenlagen met kleine zandsteenlenzen. De fijnkorrelige sedimenten worden herhaaldelijk doorsneden door weinig gesorteerde, conglomeratische zandsteen met modder klasten en getransporteerde concreties, en horizonten met zeer grote golfribbels en concentraties van dikschalige tweekleppigen. De mega golfribbels zijn over het algemeen gevuld met fijnkorrelig sediment. Medium- tot grofkorrelige en kriskras gelaagde zandsteen domineren het bovenste gedeelte van de Trigonia smeei member. Ten noordoosten en ten zuidwesten van Tendaguru vermengt de zandsteen zich met oölithische kalksteen.

#### Paleontologie

##### Vissen
Met uitzondering van een fragmentarische wervel van een niet-geïdentificeerde beenvis, werden door de Duitse Tendaguru-expeditie en door de German-Tanzanian Tendaguru Expedition geen andere gewervelde fossielen gevonden.

##### Ongewervelden
Een opvallend kenmerk van de ongewervelde macrofauna is het nu en dan voorkomen van concentraties van tweekleppigen in schelpenlagen. Het meest opvallend zijn monotypische tot soortenarme schelpenlagen, gedomineerd door grote en dikschalige exemplaren van de in ondiep water levende infaunale Trigoniidae (Mollusca, Bivalvia, Palaeoheterodonta, Trigonioidea) en door Astartide tweekleppigen (Mollusca, Bivalvia, Heterodonta, Carditoida, Crassatelloidea, Astartidae). De kleppen worden bijna altijd van elkaar gescheiden aangetroffen, zijn niet gebroken en zijn meestal met de bolle kant naar boven georiënteerd. Ze vertonen geen sporen van incrustatie en/of bio-erosie. Ietwat meer gevarieerde thanatocoenosen die, naast Trigoniidae, ook koralen, oesters en andere tweekleppigen, Serpulidae en slakken kunnen bevatten, worden beschouwd als een variatie op dit type schelpenlaag. Een tweede type schelpenlaag is geassocieerd met fijnkorrelige, kriskras gelaagde zandsteen die horizontaal of onder een lage hoek afgezet werd, waarbij de gelaagdheid subtiele veranderingen in korrelgrootte weergeeft. Dunne schelphorizonten bestaande uit eenkleppige weekdieren bevinden zich bij voorkeur in de lamina waarvan de gesteentekorrels iets groter zijn. Entolium (Mollusca, Bivalvia, Pteriomorphia, Pectinoida, Pectinoidea, Entoliidae), kleine oesters, Meleagrinella (Mollusca, Bivalvia, Pectinoida, Pectinoidea, Oxytomidae), Limea (Mollusca, Bivalvia, Limoida, Limidae) en Protocardia (Mollusca, Bivalvia, Veneroida, Cardiidae) zijn dominante genera. De meest voorkomende oriëntatie van kleppen in zulke schelphorizonten is ofwel met de bolle kant naar boven, ofwel met de bolle kant naar onder. Koralen en grote, dikschalige oesters dienden als hard substraat (ecologie) voor kleine oesters en voor de borende tweekleppige Lithophaga (Mollusca, Bivalvia, Mytiloida, Mytilidae). Tezamen met talrijke jonge oesters domineert Lithophaga de thanatocoenoese (een verzameling fossiele organismen die tezamen gevonden worden, en die bij leven als een gemeenschap binnen een ecosysteem interacties uitgewisseld hebben), maar het grootste deel van het geschatte biovolume van de thanatocoenose wordt door koralen ingenomen. Juist zoals de weekdieren zijn zij merkwaardig weinig gefragmenteerd. De kalkrijke microfauna van de Trigonia smeei member wordt door weinig gevarieerde levensgemeenschappen benthische Foraminifera en Ostracoda vertegenwoordigd. De Ostracode Majungaella (Progonocytheridae) is algemeen. De graad van conservatie van de kalkrijke microfauna is laag tot gemiddeld, wat vooral aan herkristallisatie en erosie te wijten is.

##### Paleoflora
De meerderheid van de bruikbare pollen- en sporefossielen van de Tendaguru-formatie is uit de Trigonia smeei member afkomstig. Alle paleopalynologische monsters bevatten mariene Dinoflagellata, waaronder af en toe ook gestekelde soorten. Andere mariene microfossielen zijn chitineuze Foraminifera en Acritarchen (Micrhystridrium; Myzozoa). Acritarchen zijn niet in zuur oplosbare organische fossielen die niet taxonomisch kunnen geklassificeerd worden. Matig geconserveerde Charophyten van het geslacht Clavator (Eukaryota, Archaeplastida, Viridiplantae, Charophyta, Clavatoraceae, Clavatoroidae) en de zoetwateralg Ovoidites komen ook in deze member voor. Ook de mesoflora bereikt in de Trigonia smeei member de grootste biodiversiteit van de Tendaguru-formatie. Buiten drie soorten Cheirolepidiaceae komen cuticula van de zaadvarens Dicroidium (Embryophyta, Tracheophyta, Pteridospermatophyta, Pteridospermales, Corystospermaceae) en Pachypteris (Embryophyta, Pteridospermatophyta, Corystospermales ?), en cuticula van Cycadales voor. Overvloedige koolstofafdrukken vertegenwoordigen twee soorten Glyptostroboxylon (Pinophyta, Pinopsida), drie types fossiel hout van Podocarpaceae, één soort Platyspiroxylon (Embryophyta, Spermatopsida, Gymnospermae, Coniferales, Cupressaceae) en fossiel hout van niet-geïdentificeerde Araucariaceae (Pinophyta, Pinopsida, Pinales).

##### Paleohabitat
De grofkorrelige zandsteen van de Trigonia smeei member werd gevormd door de sedimentatie in grote getijde kanalen. Grootschalige sedimentaire structuren, grove korrelgroottes en het ontbreken van ichnofossielen wijzen op intense golfbewegingen en stroming, en dus op veelvuldig transport. Dit resulteerde in een zeer mobiel substraat (ecologie) dat waarschijnlijk voor het totaal ontbreken van infaunale en epifaunale organismen verantwoordelijk was. De bedekkende kriskras gelaagde zandsteen en dunne silt- en kleisteenlagen vertegenwoordigen afzettingen van een getijdevlakte en de geassocieerde opvulling van getijdekanalen. Horizonten met kleine, eenkleppige weekdieren werden in kriskras gelaagde, fijnkorrelige zandsteen, dat horizontaal of onder een lage hoek afgezet werd, in kleine getijdedeltas en langs stranden door de getijdestromingen gevormd. De tafonomische kenmerken van schelpenconcentraties (fossiele schelpenbanken of schelpen beds) in grofkorrelige sedimenten wijzen op periodieke uitgraving van infaunale weekdieren en op relatief snelle herafzetting. Dit is typisch voor hoogenergetische natuurverschijnselen zoals stormen. De geërodeerde basis van de schelpen beds wijst ook op de invloed van stormen. Het ontbreken van tweekleppigen waarvan beide kleppen nog aan elkaar vastzitten kan enkel door transport van dode exemplaren verklaard worden. Sortering op basis van grootte en het courant voorkomen van een hydrodynamisch stabiele positie waarbij de bolle kant naar boven wijst, een oriëntering die de meeste schelpen vertonen, wijzen op post-mortem transport en op stroming op het moment van afzetting van de schelpen. Tafonomische kenmerken en de geringe fragmentatie van de schelpen wijzen erop dat transport over grote afstanden waarschijnlijk niet plaatsvond. In mariene habitats met zulk ondiep water zoals in de Trigonia smeei member verbaast het niet dat de structuur van de originele schelpenbanken door stormen en stromingen gewijzigd werd. De grofkorrelige, weinig gesorteerde horizonten zonder schelpen beds worden door fijnkorrelig sediment bedekt, en vertegenwoordigen afzettingen die typisch zijn voor stormafzettingen. Ook het bovenste deel van de Trigonia smeei member bevat afzettingen van getijdekanalen, en eveneens de afzettingen van zandbanken. Deze afzettingen vermengen zich met oölithische kalksteen dat gelijkenis vertoont met moderne oöide zanden. De koraal-oester gesteentelaag in de member is geassocieerd met gemengde siliciklastisch-oölithische sedimenten. Deze fossiele levensgemeenschap vertoont sporen van adaptatie (biologie) aan relatief intense turbulentie. Deze adaptatie wordt gedemonstreerd door massieve groeivormen bij koralen, een hoog percentage cementerende individuen en uitzonderlijk dikke schalen bij oesters, bij andere soorten tweekleppigen en bij sommige slakken. De opvallende dominantie van epifauna en het voorkomen van cementerende oesters en cementerende Serpuliden binnenin het sediment, duidt op een vast en stabiel substraat. De sedimentatiesnelheid was laag, wat door de relatief hoge graad van bio-erosie en incrustatie bevestigd wordt. Oesters en koralen vormden geen duidelijk reliëf op de zeebodem, enkel een lage begroeiing. Wat ongewervelden betreft, typeert de Trigonia smeei member een autochtoon koraal-oester biostroom (een gelaagde, vlakke structuur, gebouwd door gelijkaardige organismen) dat een stabiel substraat koloniseerde in een door golven en/of stroming beïnvloed littoraal habitat. Deze overwegend mariene milieuomstandigheden worden bevestigd door het voorkomen van kalkhoudende microfossielen en door paleopalynologische gegevens. Maar ook door de zeer talrijke benthische Foraminifera, mariene Ostracoda en Dinoflagellata en, minder algemeen, door Acritarchen en microforaminifera. Acritarchen en microforaminifera worden gewoonlijk als indicatoren van ondiepe, mariene habitats beschouwd (Sarjeant & Taylor, 1999). Het in groten getale voorkomen van het pollengenus Classopollis en de gevarieerde mesoflora wijzen op de nabijheid van een begroeid achterland dat door coniferen van de familie Cheirolepidiaceae gedomineerd werd. Het Charophyte genus Clavator wijst op het bestaan van één enkel zoetwater-habitat (Schudack, pers. comm.).

### Upper Saurian member

#### Geologie
Het basale deel van de Upper Saurian member bestaat uit kleinschalige, kriskras gelaagde en gegolfribbelde, kriskras gelaagde fijnkorrelige zandsteen en siltsteen, met tussenlagen van geïsoleerde micritische dolomietlagen. Deze sedimenten worden bedekt door gegolfribbelde, kriskras gelaagde en kleinschalige kriskras gelaagde, fijnkorrelige zand- en kleisteen.

#### Paleontologie

##### Zoogdieren
Brancatherulum tendagurense (Dietrich, 1927) (Mammalia, Theria, Dryolestida, Paurodontidae) is vertegenwoordigd door een slecht bewaard kaakbeen dat in de grofkorrelige sedimenten van een stroombedding gevonden werd. Brancatherulum tendagurense is het eerste zoogdier dat in het Mesozoicum van Afrika gevonden is.

##### Dinosauria

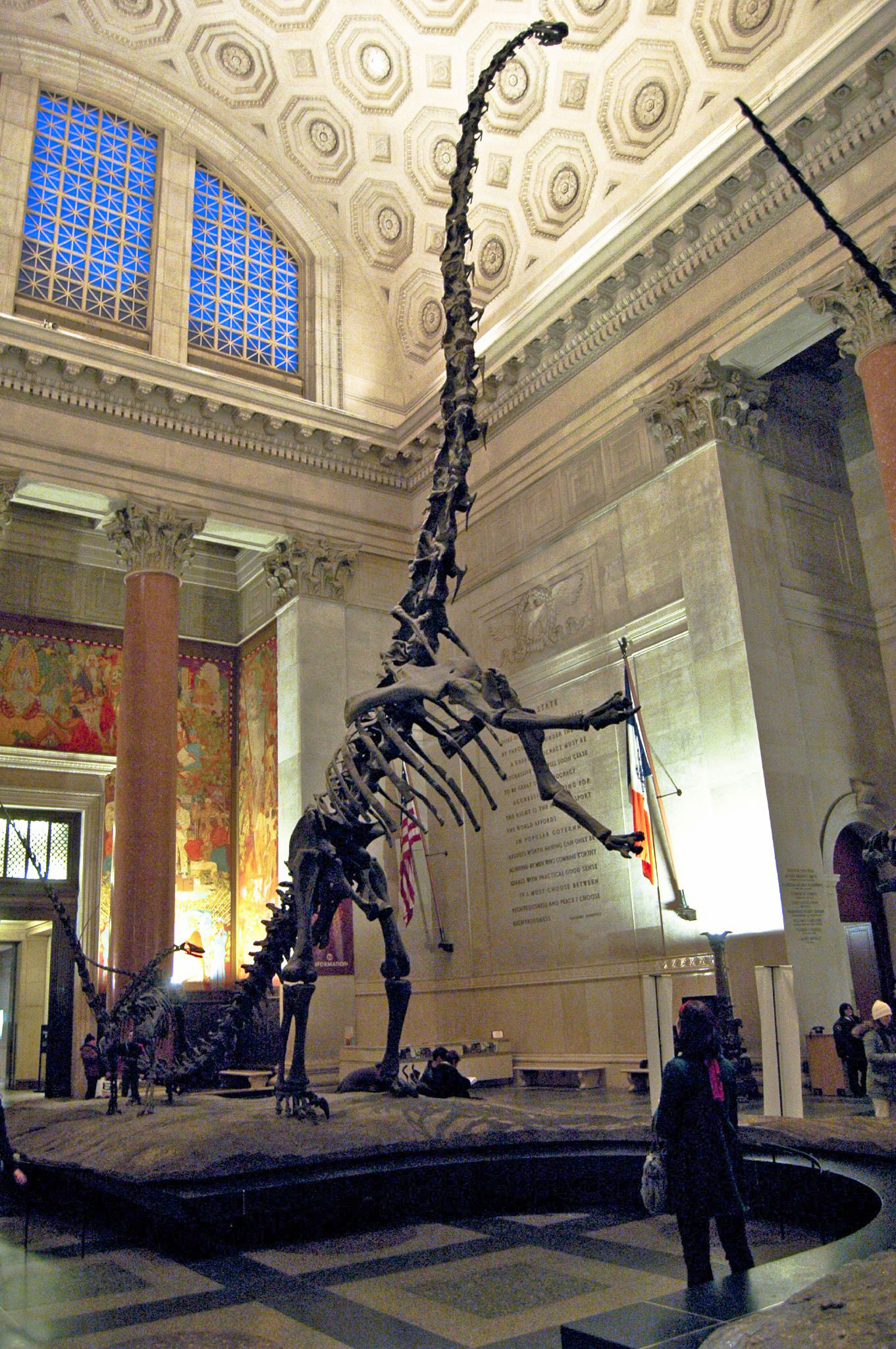
Skeletopstelling van Barosaurus

De Sauropoda van de Upper Saurian member zijn Dicraeosaurus sattleri, Giraffatitan brancai, Janenschia robusta, Tornieria africana, Barosaurus gracilis en Wamweracaudia. In de basis van deze member (vlak boven de bovenste lagen van de Trigonia smeei member) komen overwegend afzonderlijke beenderen van ledematen voor van Tornieria africana, Giraffatitan brancai, Barosaurus gracilis en Kentrosaurus aethiopicus. Te Nambango, op ongeveer 15 km ten zuidoosten van Tendaguru Hill, zijn lagen ontsloten die waarschijnlijk tot de Upper Saurian member behoren, en die twee wervels uit het voorste deel van de wervelkolom van Tendaguria tanzaniensis opleverden. Theropoda worden door Elaphrosaurus bambergi, Veterupristisaurus milneri, Megalosaurus ingens en Ostafrikasaurus crassiserratus vertegenwoordigd, en een rechter dijbeen en een rechter scheenbeen uit de groeve TL kunnen afkomstig zijn van een Abelisauride (Ceratosauria, neoceratosauria, Abelisauroidea, Abelisauria, Abelisauridae). Ornithischia worden door Kentrosaurus aethiopicus vertegenwoordigd. De Upper Saurian member vertoont dezelfde fossilisatie categorieën als de Middle Saurian member: onvolledige skeletten (bv. Tornieria africana), gedeeltelijke skeletten (bv. Janenschia robusta), bone beds (bv. Kentrosaurus aethiopicus) en geïsoleerde beenderen. Gedisarticuleerde skeletten van Sauropoda komen het meest voor. De Duitse Tendaguru-expeditie rapporteerde paleosites met beenderen van één dier (bv. Giraffatitan brancai), met de beenderen van meerdere dieren (onder meer Janenschia robusta), met de beenderen van één soort (bv. Dicraeosaurus sattleri of Tornieria africana) en paleosites met de beenderen van meerdere soorten (bv. Giraffatitan, Dicraeosaurus sattleri, Tornieria africana en een niet-geïdentificeerde Sauropode). De meeste paleosites met Sauropoda blijken de beenderen van één dier te bevatten. De Tornieria africana paleosites bevatten vooral beenderen van volwassen en oude dieren (Heinrich, 1999a). Speciale vondsten zijn in het sediment verticaal georiënteerde (dus rechtop staande) handskeletten in anatomisch verband van Janenschia robusta en van Giraffatitan brancai, en in het sediment verticaal georiënteerde (dus rechtopstaande) voetskeletten in anatomisch verband van Tornieria africana. Dit wijst op dieren die zich in diepe, kleverige modderlagen hadden vastgelopen.
Enkele paleosites in de Upper Saurian member:
Tendaguru Site C

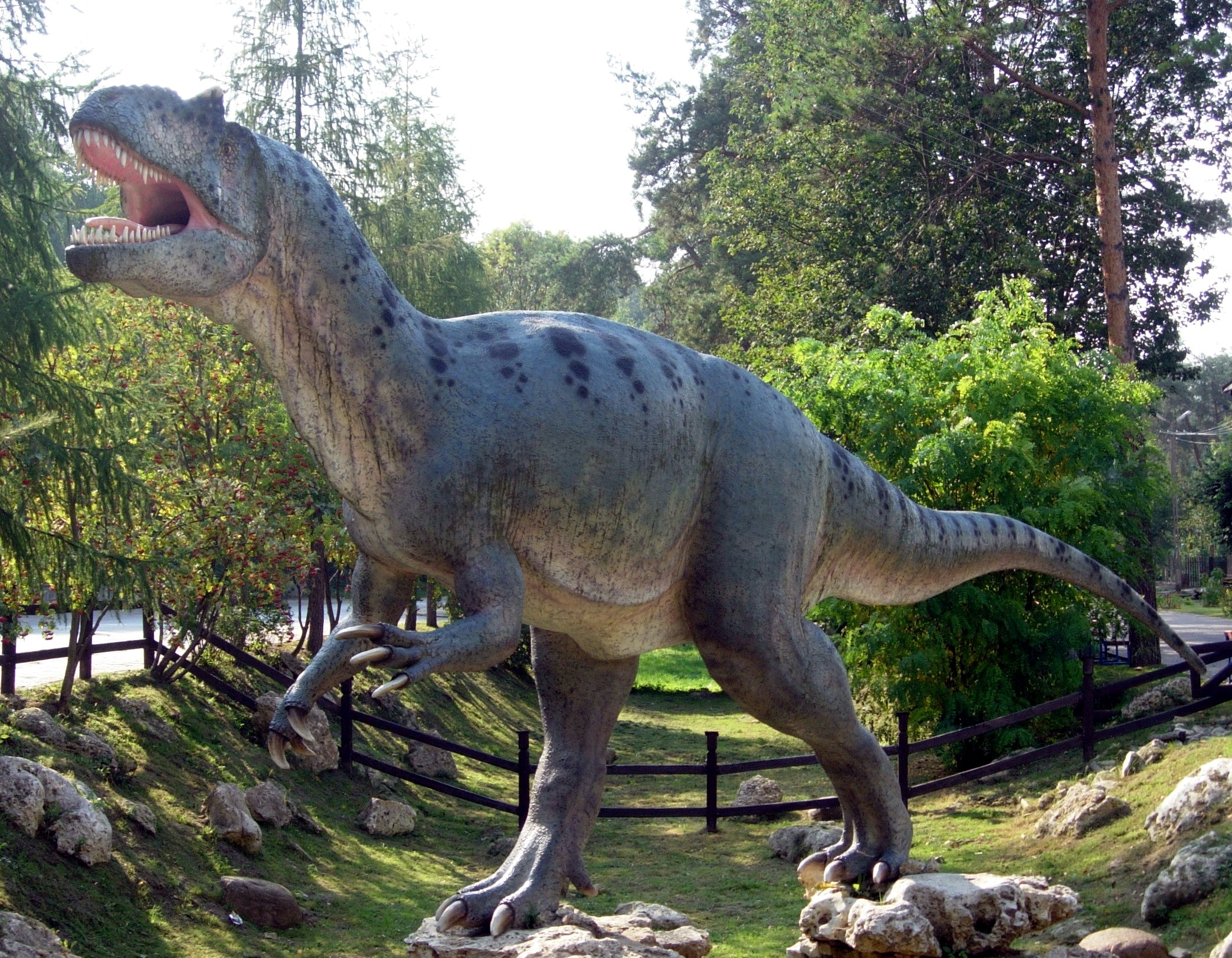
Reconstructie van Allosaurus

- Locatie: ca. 700 m ten zuiden van Tendaguru Hill
- Soort: Tornieria africana
- Beschrijving: Janensch (1914a, 1929a, 1961a)
- Aantal beenderen: 37
- Minimumaantal individuen: 1
- Samenstelling: 1 individu, 1 taxon
- Oppervlakte paleosite: ca. 24 m²

Tendaguru Site D
- Locatie: ca. 1 km ten noordnoordoosten van Tendaguru Hill
- Soort: Giraffatitan brancai
- Beschrijving: Janensch (1914a, 1929a, 1950a)
- Aantal beenderen: 50
- Minimumaantal individuen: 2
- Samenstelling: meerdere individuen, 1 taxon
- Oppervlakte paleosite: ca. 22 m²

Tendaguru Site N
- Locatie: ca. 900 m ten oosten van Tendaguru Hill
- Soort: Giraffatitan brancai
- Beschrijving: Janensch (1914a)
- Aantal beenderen: 21
- Minimumaantal individuen: 1
- Samenstelling: 1 individu, 1 taxon
- Oppervlakte paleosite: onbekend

Tendaguru Site 0
- Locatie: ca. 800 m ten noorden van Tendaguru Hill
- Soort: Dicraeosaurus sattleri
- Beschrijving: Janensch (1914a, 1929a, 1961a)
- Aantal beenderen: 17
- Minimumaantal individuen: 1
- Samenstelling: 1 individu, 1 taxon
- Oppervlakte paleosite: ca. 7 m²

Tendaguru Site P
- Locatie: ca. 1,2 km ten noordnoordoosten van Tendaguru Hill
- Soort: Janenschia robusta
- Beschrijving: Janensch (1914a, 1922, 1929a, 1961a)
- Aantal beenderen: 65
- Minimumaantal individuen: 2
- Samenstelling: meerdere individuen, 1 taxon
- Oppervlakte paleosite: 24 m²

Tendaguru Site k
- Locatie: ca. 700 m ten zuiden van Tendaguru Hill
- Soort: Tornieria africana
- Beschrijving: Janensch (1914a, 1929a, 1961a)
- Aantal beenderen: 50
- Minimumaantal individuen: 1
- Samenstelling: 1 individu, 1 taxon
- Oppervlakte paleosite: ca. 19.00 m²

Tendaguru Site ab
- Locatie: ca. 1,2 km ten noordnoordoosten van Tendaguru Hill
- Soort: Tornieria africana, Dicraeosaurus sattleri, Giraffatitan brancai ?, Sauropoda indet.
- Beschrijving: Janensch (1961a)
- Aantal beenderen: 37
- Minimumaantal individuen: 5
- Samenstelling: meerdere individuen, meerdere taxa
- Oppervlakte paleosite: 10 m²

Tendaguru Site cc
- Locatie: ca. 2,9 km ten oostnoordoosten van Tendaguru Hill
- Soort: Giraffatitan brancai
- Beschrijving: Duitse Tendaguru-expeditie, veldcatalogus: 42
- Aantal beenderen: 15
- Minimumaantal individuen: 1
- Samenstelling: 1 individu, 1 taxon
- Oppervlakte paleosite: 24 m²

Tendaguru Site X
- Locatie: ca. 1 km ten zuidzuidoosten van Tendaguru Hill
- Soort: Kentrosaurus aethiopicus, Sauropoda indet.
- Beschrijving: Hennig (1925)
- Aantal beenderen: 115
- Minimumaantal individuen: 7
- Samenstelling: meerdere individuen, meerdere taxa
- Oppervlakte paleosite: 30 m²

Tendaguru Site H

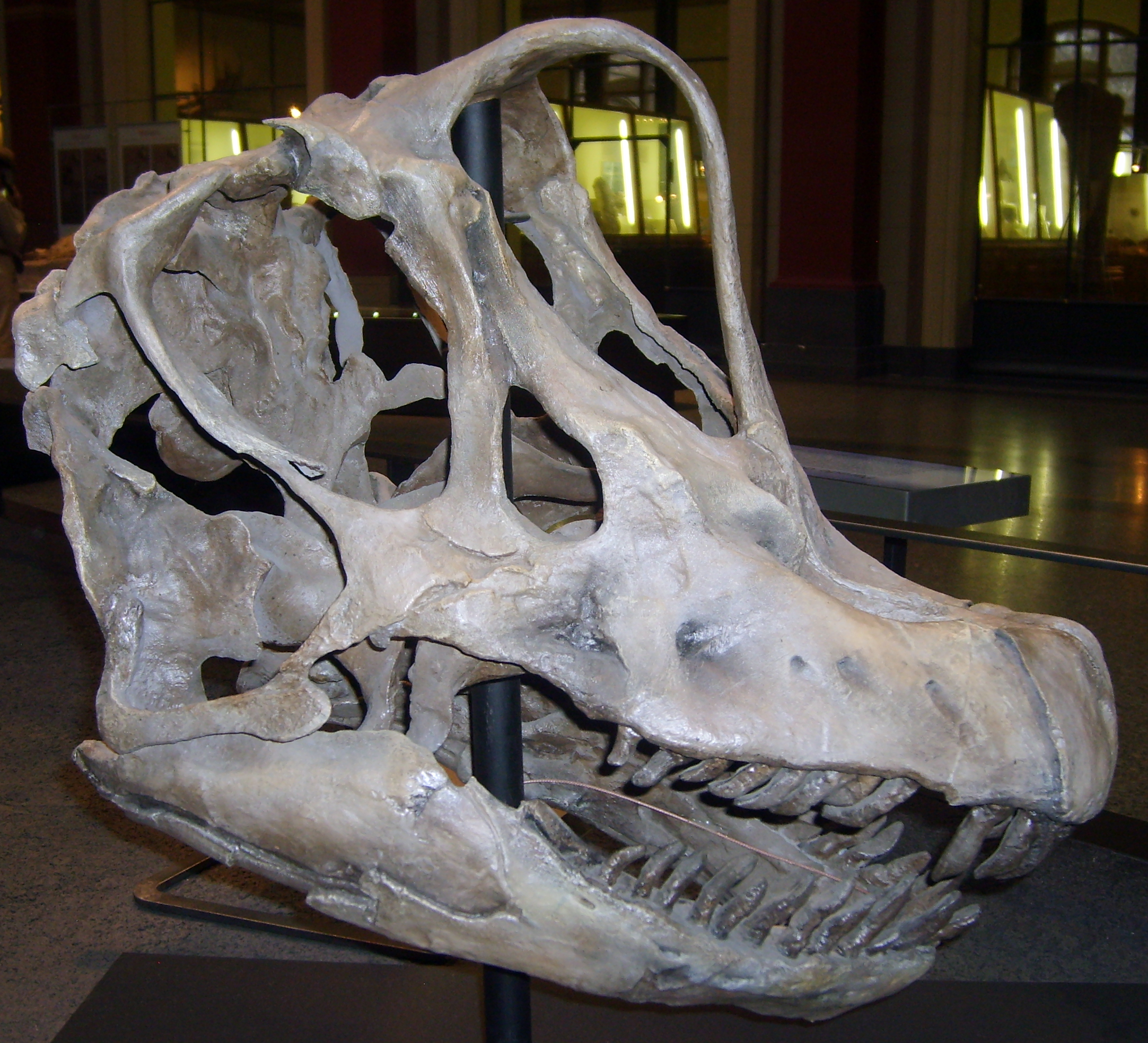
Afgietsel van de schedel van Giraffatitan in het Museum für Naturkunde te Berlijn

- Locatie: ca. 1,3 km ten noordoosten van Tendaguru Hill; overgangszanden tussen de Trigonia smeei member en de basis van de Upper Saurian member
- Soort: Tornieria africana
- Beschrijving: Janensch (1929a)
- Aantal beendern: 24
- Minimumaantal individuen: 1
- Samenstelling: 1 individu, 1 taxon
- Oppervlakte paleosite: 14 m²

Tendaguru Site IX
- Locatie: ca. 1,4 km ten noordoosten van Tendaguru Hill; overgangszanden tussen de Trigonia smeei member en de basis van de Upper Saurian member
- Soort: Tornieria africana, Giraffatitan brancai, Janenschia robusta, Kentrosaurus aethiopicus
- Beschrijving: Janensch (1914c)
- Aantal beenderen: onbekend
- Minimumaantal individuen: onbekend
- Samenstelling: meerdere individuen, meerdere taxa
- Oppervlakte paleosite: 32,50 m²

##### Reptielen

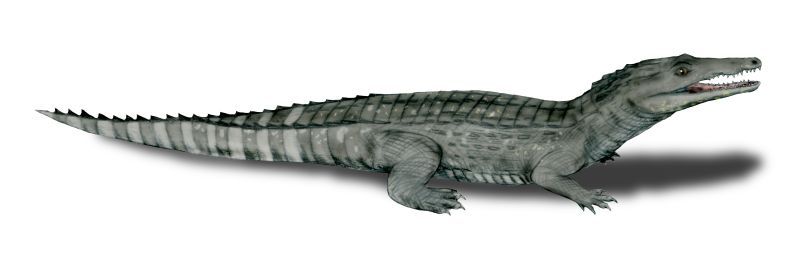
Reconstructie van Bernissartia

Van krokodillen werden geïsoleerde tanden gevonden (Bernissartia sp.) en van, vermoedelijk, Sphenodontide Lepidosauria tanden en kaakfragmenten. Vele beenderen van Pterosauriërs werden oorspronkelijk door Reck op basis van niet-diagnostische beenderen beschreven en werden daarna toegewezen aan niet-geïdentificeerde Dsungaripteroidea. Reck (1931) rapporteerde ook een bone bed met postcraniale beenderen (alle skeletelementen buiten de schedel) van Pterosauriërs, en verder nog vele resten van Pterosauriërs die vlak bij een wervelkolom van Tornieria africana aangetroffen werden.

##### Vissen

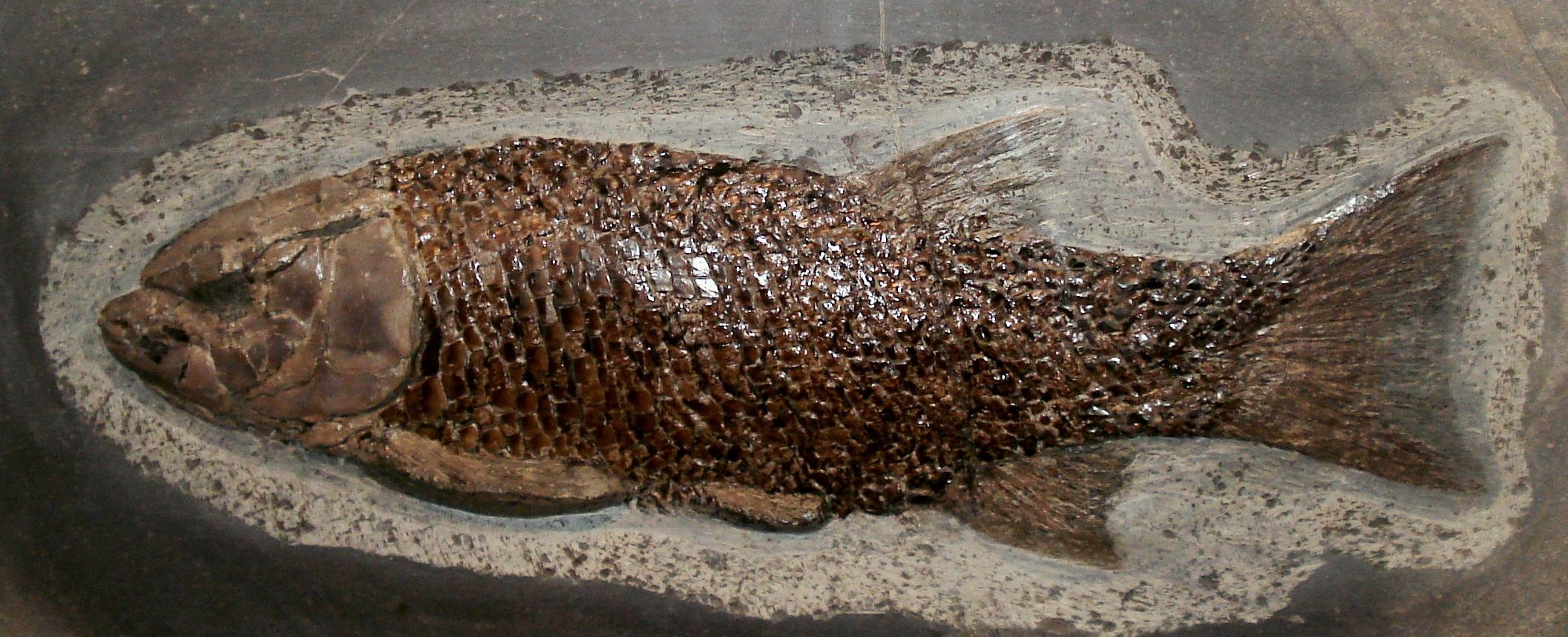
Volledig fossiel van Lepidotes

Vele resten van kleine gewervelden zijn niet-identificeerbaar omdat ze slecht bewaard zijn gebleven. De meest voorkomende resten van vissen zijn geïsoleerde
schubben en tanden van Lepidotes tendagurensis (Chordata, Actinopterygii, Lepisosteiformes). Van deze soort werden door Arratia & Schultze (1999) meerdere vrij volledige exemplaren beschreven, en Hennig (1914b) en Arratia & Schultze (1999) rapporteerden zelfs een massa-accumulatie van deze vis. Hennig (1914b) beschreef een Pycnodontide (Chordata, Actinopterygii, Pycnodontiformes, Pycnodontidae), uit de basis van de member vier tanden van de haai Sphenodus sp. (Chordata, Chondrichthyes, Elasmobranchii, Selachimorpha, Hexanchiformes, Orthacodontidae) en een aantal niet-geïdentificeerde vissen. Te Dwanika werden ook nog meerdere in de Tendaguru voordien onbekende genera haaien gevonden, onder meer de Hybodontiden Lonchidion sp. (Chordata, Chondrichthyes, Elasmobranchii, Selachimorpha, Hybodontiformes, Hybodontoidea, Hybodontidae), Hybodus sp. en een niet-geïdentificeerde Hybodontide. Nieuw voor de wetenschap was ook nog de rog Engaibatis schultzei
(Chordata, Chondrichthyes, Elasmobranchii, Batomorphii, Rajiformes, Rhinobatoidea, Rhinobatoidea incertae sedis).

##### Ongewervelden
De Upper Saurian member bevat heel weinig grote ongewervelden. Te Kitukituki bevat het onderste gedeelte van deze member een thanatocoenose met een kleine biodiversiteit, maar die zeer rijk is aan gearticuleerde schelpen van Eomiodon cutleri. Te Dwanika werd in hetzelfde niveau een monotypische levensgemeenschap van heel talrijke gearticuleerde jonge exemplaren van dezelfde soort aangetroffen. Te Dwanika komen ook Gastropoda voor, zeldzame jonge exemplaren van Meleagrinella, en één enkele klep van Falcimytilus dietrichi (Mollusca, Bivalvia, Mytiloida, Mytilidae). Verder werden nog enkele slecht bewaarde Ostracoda gevonden, waarvan slechts één soort kon geïdentificeerd worden, nl. Cypridea sp. (Podocopida, Podocopina, Cypridoidea, Cyprideidae).

##### Paleoflora
De meeste monsters die in de Upper Saurian member genomen werden bevatten geen fossiele pollen of sporen, met uitzondering van één paleosite, die een beperkte palynoflora heeft dat door Classopollis gedomineerd wordt. Deze paleosite bevat ook bisaccaat pollen (pollen met twee zakjes) en palynoflora van Araucariacites. Mariene palynomorfen komen in de Upper Saurian member niet voor, Charophyta wel. Enkele cuticula van Cheirolepidiaceae en één enkele cuticula van het Araucaria type werden geïdentificeerd. Fossiel hout wordt vertegenwoordigd door enkele goed bewaarde koolstofafdrukken van Glyptostroboxylon en, zoals in de Trigonia smeei member, van niet-geïdentificeerde Araucariaceae.

##### Paleohabitat
Zoals voor de Middle Saurian member zijn de meeste sedimneten van de basis van de Upper Saurian member de afzettingen van modderige getijdevlaktes. Het voorkomen van micritische dolomiet kan verklaard worden door supralittorale evaporatie. De vele nog gearticuleerde kleppen van Eomiodon cutleri tonen aan dat post-mortemtransport onbetekenend was. De grote gelijkenis qua samenstelling en structuur met de Eomiodon thanatocoenose van de Middle Saurian member verwijst naar gelijkaardige omstandigheden in de habitat, in het bijzonder negatieve beïnvloeding door een schommelend en/of verlaagd zoutgehalte dat bv. in brakwatermeren voorkomt. De zeldzaamheid van Charophyta (groene zoetwateralgen) (Eukaryota, Archaeplastida, Viridiplantae) en het voorkomen van de Ostracode Cypridea wijzen op een sterke invloed door zoet water. Fossielen van mariene ongewervelden, hoewel zeldzaam, wijzen op nabijheid van de zee. De niet-fossielhoudende zandsteen in het bovenste gedeelte van de Upper Saurian member werd waarschijnlijk in kleine stroomkanalen van een kustvlakte afgezet, terwijl de kleiachtige sedimenten waarschijnlijk in kleine meren en poelen gevormd werden. De haairog thanatocoenose te Dwanika wordt als typerend voor een kusthabitat beschouwd, waarbij de Hybodontide haaien (Chordata, Chondrichthyes, Elasmobranchii, Selachimorpha, Hybodontiformes, Hybodontoidea, Hybodontidae) talrijker waren dan alle andere soorten haaien. De aanwezigheid van Hybodontide haaien uit het Boven Jura en Onder Krijt in marine tot niet-mariene habitats toont aan dat deze haaien in milieus met een groot verschil in saliniteit konden gedijen, en dat zij in het Boven Jura op sommige locaties aangepast waren aan de brak- en zoetwatermilieus van kusthabitats. Hennig (1914b) beschouwde de haai Sphenodus (Chordata, Chondrichthyes, Elasmobranchii, Selachimorpha, Hexanchiformes, Orthacodontidae), als een aaseter, terwijl Thies & Reif (1985) het als een traag zwemmend roofdier typeerden dat nabij de zeebodem leefde. De haaien van Tendaguru leefden in een paleomilieu dicht bij de kustlijn. De zeer talrijke Hybodontide haaien en beenvissen van het geslacht Lepidotes (Chordata, Actinopterygii, Lepisosteiformes) waren goed aangepast aan water met een verlaagd zoutgehalte en aan schommelingen in saliniteit.
De biodiversiteit van de Dinosauria van de Upper Saurian member is nog groter dan die van de Middle Saurian member. Er zijn weer hoge grazers, zoals Giraffatitan brancai, en lage grazers, zoals Kentrosaurus aethiopicus. De overvloed aan skeletten die niet in anatomisch verband zijn verwijst naar vergaande ontbinding voordat de skeletten door sediment afgedekt werden. Wat betreft de in de sedimenten aangetroffen, rechtop staande hand- en voetskeletten in anatomisch verband meent Janensch (1914b) dat Sauropoda zich vastliepen in de diepe, zuigende modder van ondiepe lagunes. Tijdens eb bezochten zij tijdelijk zulke lagunes en liepen er door hun grote gewicht vast in de modder van het ondiepe water en verdronken in het terugkerende water tijdens de vloed. De hand- en voetskeletten bleven in de modder verankerd, terwijl de rest van de karkassen in de loop van de tijd door de golven en door de stroming verspreid werden. Deze bijzondere in situ fossielen tonen onomstotelijk aan dat grote Sauropoda de kustvlaktes van Tendaguru bewoonden of op zijn minst af en toe bezochten. Dit wordt ondersteund door de vele rapporten waarin voetsporen van Sauropoda in de buurt van grote waterlichamen beschreven worden, en die dus aantonen dat deze dieren deze kusthabitats bezochten. Kentrosaurus aethiopicus bone beds werden oorspronkelijk als het bewijs beschouwd dat door plotse natuurfenomenen en/of natuurrampen grote aantallen dinosauriërs omkwamen, zoals in de Middle Saurian member. Maar er werden in de Upper Saurian member geen sedimentologische indicatoren gevonden voor het optreden van zulke plotse catastrofes, zodat een graduele en langzame aanvoer van beenderen ten gevolge van normale doodsoorzaken voor de vorming van deze beenderopeenhopingen verantwoordelijk moet zijn. Elaphrosaurus bambergi, een snelle carnivoor van gemiddelde grootte, en de grote carnivoren Megalosaurus ingens en Veterupristisaurus milneri waren habitatgenoten van de Sauropoda. Sphenodontide Lepidosauria en het kleine zoogdier Brancatherulum tendagurense waren landbewoners, en vliegende reptielen domineerden de lucht. De krokodillen van Tendaguru hadden een semiaquatische levenswijze en voedden zich met vissen en andere gewervelde dieren. Daar het voorkomen en de aantallen van herbivore Dinosauria bepaald wordt door de omvang van de vegetatie moeten er buiten de vegetatiearme getijdevlaktes en kustvlaktes meer landinwaarts uitgebreide vegetatiegordels geweest zijn. De paleoflora van de Upper Saurian member toont aan dat deze vegetatiegordels door naaldbomen) van de familie Cheirolepidiaceae gedomineerd werden.

### Trigonia Schwarzi member

#### Geologie
Van de Trigonia Schwarzi member is in het Tendagurugebied enkel het basisgedeelte bewaard gebleven. De member begint met een conglomeraathorizon. De opeenvolgende kriskras gelaagde medium- tot fijnkorrelige zandsteenlagen gaan over in zandsteen met kleiner wordende korrels. Deze wordt bedekt door horizontaal gelaagde, fijnkorrelige zandsteen, siltsteen en kleisteen. Deze gesteenten vertonen sporen van bioturbatie. Enkel het basis gedeelte van de Trigonia Schwarzi member is zichtbaar op de top van Tendaguru Hill.

#### Paleontologie

##### Vissen
De enige gewervelde fossielen in de Trigonia Schwarzi member werden op enige afstand van Tendaguru Hill gevonden. Het zijn de tand van een Pycnodontide vis (Chordata, Actinopterygii, Pycnodontiformes, Pycnodontidae), gevonden te Mikadi, en een stekel van een niet-geïdentificeerde haai, gevonden te Nambawala, Pilepile (Hennig, 1914b).

##### Ongewervelden
Buiten enkele gedisarticuleerde kleppen van Trigoniiden (Mollusca, Bivalvia, Palaeoheterodonta, Trigonioidea, Trigoniidae) die in grofkorrelige sedimenten gevonden werden, werd op de top van Tendaguru Hill geen ongewervelde fauna aangetroffen. Lange (1914) en Dietrich (1933) rapporteerden accumulaties die door Tancredia tellina (Mollusca, Bivalvia, Cardiida, Tancrediidae) gedomineerd worden en in slecht aan elkaar gekitte zandsteen afgezet werden.

##### Paleoflora
Er werden twee paleopalynologische monsters genomen die afkomstig zijn van het Namunda Plateau, enkele kilometers ten zuiden van Tendaguru Hill. mariene Dinoflagellaten zijn zeldzaam. De terrestrische sporomorf (fossiel pollen of fossiele sporen) Classopollis (Cheirolepidiaceae) is nog steeds de meest voorkomende vorm. Van varens verschijnen gestekelde en gegroefde types sporen, zoals Cicatricosisporites (Embryophyta, Tracheophyta, Euphyllophyta, Monilophyta, Polypodiopsida, Schizaeales, Schizaeaceae).

##### Paleohabitat
De fijnkorrelige zandsteen en kleisteen werd op getijdevlaktes afgezet. De palynoflora (pollen en sporen) laat een verandering in de samenstelling van de terrestrische vegetatie zien, met onder meer het verschijnen van vochtlievende varens van de familie Schizaeaceae.

#### Stormsedimenten
Tendaguru werd soms door uitzonderlijke natuurrampen getroffen. Dit blijkt uit het voorkomen van gesteentelagen met conglomeratische zandsteen die clusters van grote, mariene tweekleppigen en klasten van oudere sedimenten bevatten. Om tweekleppigen uit het moedergesteente los te maken en om gedeeltelijk gelithificeerd sediment te fragmenteren zijn grote krachten nodig, zoals zware stormen. De beschreven gesteentelagen worden dan ook als stormafzettingen beschouwd. Stormafzettingen zijn gesteenten die sporen van zware stormen vertonen. Deze zware stormen hebben oudere sedimenten terug afgezet. Deze oudere sedimenten werden verstoord en herafgezet door de bewegingen van krachtige golven. Dit gebeurde in milieus met ondiep water. Maar in de "Tendaguru Beds" komen ook sporen van orkanen en tsunami’s voor. Een aanwijzing hiervoor is een conglomeraat met een chaotische samenstelling en met megagolfribbels. Dit conglomeraat bevat grindklasten, geremanieerde fossiele componenten met een diameter tot 30 cm. en een cocktail van klasten van mariene en van continentale oorsprong. Enkel orkanen of tsunami’s hebben voldoende kracht om zulke chaotische sedimenten te vormen. De plaatselijke en specifieke sedimentologische samenstelling wijst veel eerder in de richting van een tsunami dan in de richting van een orkaan. Deze tsunami werd mogelijk veroorzaakt door zeebevingen en zeebodemverschuivingen, of misschien zelfs door een meteorietimpact. Deze natuurrampen hadden ongetwijfeld een nefaste invloed op de lagunebewoners, maar blijkbaar niet op het succes van de Dinosauria, die in groten getale voorkwamen.

## Kentrosaurus aethiopicusbone beds

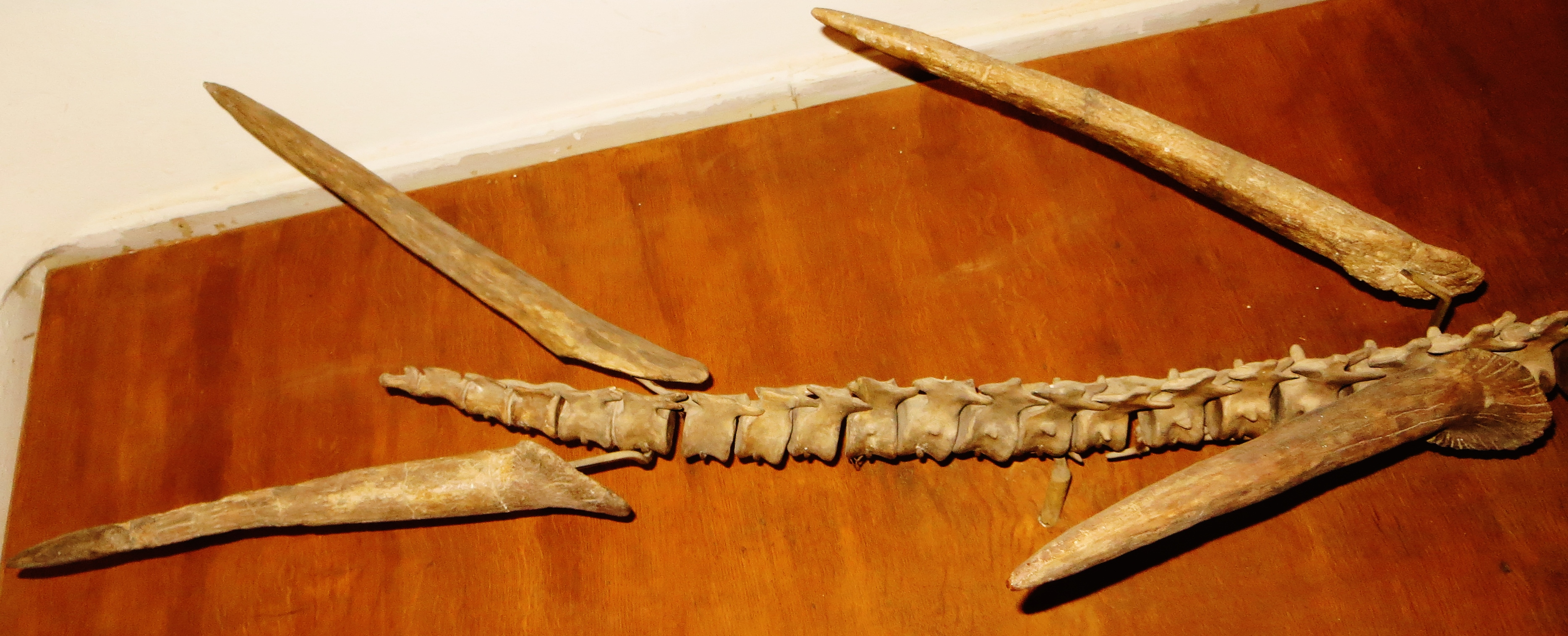
De staartstekels van Kentrosaurus aethiopicus (Paläontologische Sammlung der Universität Tübingen)

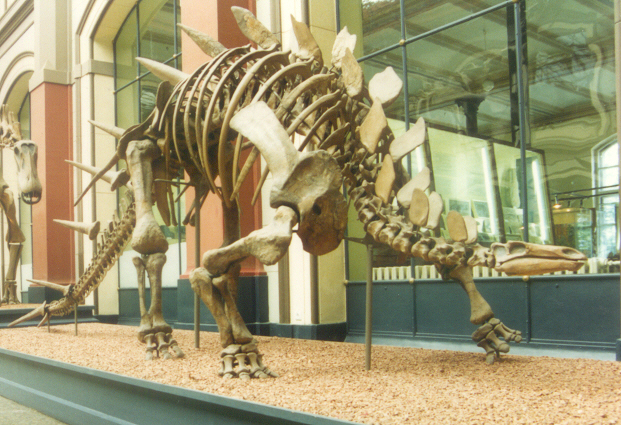
Kentrosaurus aethiopicus (Museum für Naturkunde): opstelling uit 1925 door Janensch, met de foutief op de heup geplaatste stekel en de te ver gespreide voorpoten

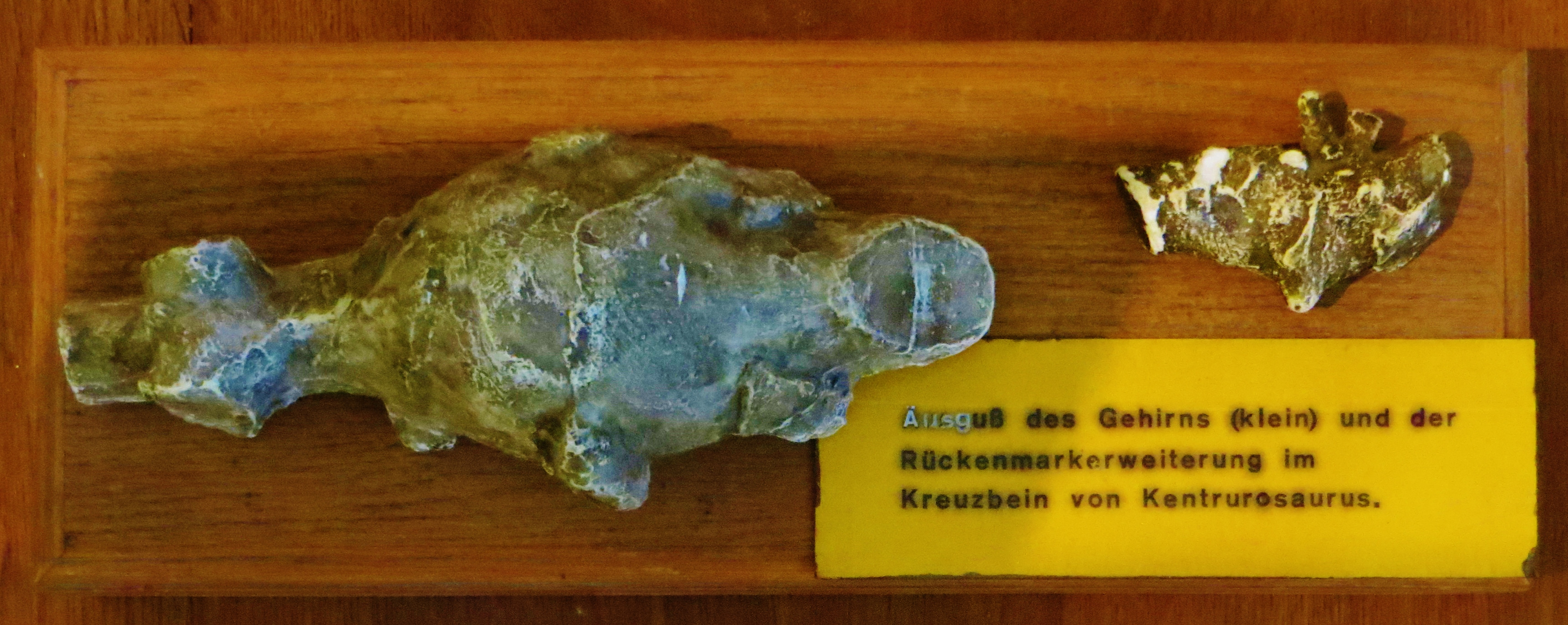
Kentrosaurus aethiopicus: afgietsels van de hersenen en van de verdikking van het ruggenmergkanaal in het bekken ("ganglion") (Paläontologische Sammlung der Universität Tübingen)

Kentrosaurus aethiopicus was een quadrupedale (voortbeweging op vier ledematen) dinosauriër met recht onder het lichaam geplaatste achterpoten. Het was een basale stegosauriër (Ornithischia, Genasauria, Neornithischia, Thyreophora, Eurypoda (dinosauriërs), Stegosauria, Stegosauroidea, Stegosauridae, Stegosaurinae). De krachtig gebouwde voorpoten waren veel kleiner dan de achterste en werden licht gebogen gehouden. Kentrosaurus had een smalle, langwerpige schedel met een scherpe bek waarmee bladeren afgebeten werden die in een lang darmkanaal verteerd werden. Op de nek en op de rug bevond zich een dubbele rij kleine platen die op de heupen en op de lange, gespierde staart gradueel tot stekels samensmolten. De langste stekels bevonden zich op het uiteinde van de staart en hadden een defensieve functie. Op elke schouder zat ook een lange stekel. Er komen twee types dijbeenderen in de bone beds voor, wat op seksuele dimorfie kan wijzen. Vergeleken met verwante Stegosauridae zoals bv. Stegosaurus armatus, Tuojiangosaurus multispinus, Dacentrurus armatus en Hesperosaurus mjosi was Kentrosaurus een kleine Stegosauriër. Men schat dat een volwassen dier tussen 4,5 en 5,5 meter lang kon worden en tussen 1.000 en 1.500 kg. woog.
De eerste fossielen van Kentrosaurus werden in 1909 ontdekt door de Duitse Tendaguru-expeditie. Expeditieleider Werner Janensch identificeerde ze op 24 juli 1910 als afkomstig van een Stegosauriër door zich te baseren op illustraties van Stegosaurus in de publicaties van Othniel Charles Marsh. De Duitse paleontoloog Edwin Hennig beschreef de beenderen in 1915. Van 1909 tot 1912 werden in vier groeven van de Middle Saurian member en in één groeve van de Upper Saurian member gedurende vier veldseizoenen meer dan 1.200 beenderen opgegraven, voornamelijk postcrania (beenderen van het skelet achter de schedel) van ongeveer 50 dieren (typelocatie Kindope bij Tendaguru Hill). Van deze beenderen gingen er gedurende de Tweede Wereldoorlog veel verloren. De bijna 350 overgebleven beenderen worden bewaard in het Museum für Naturkunde te Berlijn. In het Zentrum für Angewandte Geowissenschaften van de Eberhard Karls Universität te Tübingen staat een skeletopstelling waarvan ongeveer 50% uit originele beenderen bestaat. Volledige skeletten werden niet gevonden, maar sommige beenderen waren nog in anatomisch verband, zoals een bijna volledige staart, een sacrum met vijf sacrale wervels, beide ilia, een reeks ruggenwervels, beide femora en een ulna van één dier. Deze geassocieerde beenderen werden door Janensch in 1925 gebruikt voor een skeletopstelling in het Museum für Naturkunde. De opstelling werd door Hennig in een gedetailleerde monografie over de osteologie, paleobiologie en systematische positie als het lectotype aangeduid. Tijdens renovatiewerken aan het museum in 2006 en 2007 werd de opstelling ontmanteld en door Research Casting International opnieuw opgesteld in een verbeterde houding. Van Kentrosaurus beschikken we ook over een afgietsel van de hersenholte en van het ganglion.
Tot 30 paleosites met resten van Kentrosaurus werden in de vijf groeven van de Middle en Upper Saurian member geëxploreerd. Sommige van deze paleosites bevatten monotypische bone beds met talrijke afzonderlijke beenderen en zeldzame skeletten met delen in anatomisch verband. De meeste fossielen zijn afkomstig uit een monotypisch bone bed in de groeve "St" in de Middle Saurian member, waaronder ook het lectotype. Dit bone bed bestaat voornamelijk uit afzonderlijke, sterk gesorteerde beenderen die van bijna 40 dieren afkomstig zijn. Kleine beenderen, zoals schedelbeenderen en vinger- en teenkootjes, zijn zeldzaam of zelfs afwezig. Volgens Janensch (1914) is het bone bed het gevolg van een plotse natuurramp of een plots opgetreden natuurfenomeen, waardoor dieren massaal omkwamen. Er is nog minstens één bone bed in de stratigrafisch jongere groeve "X" in de Upper Saurian member. Dit bone bed bestaat vooral uit "hand"- en voetbeenderen. Groeve "Ki" van de Middle Saurian member bevatte een volledig gearticuleerd onderste deel van een linker achterpoot. De beenderen uit het bone bed van groeve "St" vertonen geen sporen van abrasie door langdurig transport. Sporen van erosie op de beenderen ten gevolge van blootstelling aan de elementen voordat de beenderen door sediment afgedekt werden, komen ook niet voor. Enkele beenderen vertonen sporen van de activiteiten van gewervelde of ongewervelde aaseters. De opeenhoping van voornamelijk grote, afzonderlijke beenderen in groeve "St" wijst op kort transport van karkassen en/of sortering van de beenderen door de getijden, waarbij kleinere, lichtere beenderen verder meegevoerd werden door het water dan grote, zware beenderen. De afwezigheid van sporen van transporterosie wijst op transport over slechts korte tot middellange afstand, gedurende dewelke de perifere skeletelementen, zoals de schedel en de uiteinden van de ledematen, van de rest van het skelet konden gescheiden worden. Sporen van vertrappeling op de beenderen en van de activiteiten van aaseters kunnen zijn aangebracht voor en/of na transport en voor de uiteindelijke inbedding in het sediment. Maar sporen van aaseters en van erosie door de elementen zijn zeldzaam, wat wijst op relatief snel transport en op snelle inbedding nadat de beenderen uiteindelijk tot rust kwamen. De stratigrafisch jongere groeve "X" in de Upper Saurian member bevat omvangrijke accumulaties van "hand"- en voetbeenderen. Dit kan verklaard worden door sortering onder invloed van omvang en gewicht. Een tweede verklaring is dat dieren uit een Kentrosaurus kudde zich bij eb vastliepen in de diepe, kleverige modder van een lagune en verdronken door het opkomende water toen het weer vloed werd. De ontbindende karkassen werden in de loop van de tijd meegevoerd door de getijden waarbij dikwijls de vastzittende "handen" en voeten in de modder achterbleven en later tezamen met het verhardende sediment fossiliseerden. De laatste hypothese wordt ondersteund doordat in groeve "X" buiten "hand"- en voetskeletten geen andere beenderen van dezelfde grootte voorkomen.

## Dysalotosaurus lettowvorbeckibone beds
Dysalotosaurus lettowvorbecki is een kleine ornithopode dinosauriër (Ornithischia, Genasauria, Neornithischia, Cerapoda, Ornithopoda, Iguanodontia, Dryomorpha, Dryosauridae). In 2010 schatte Gregory S. Paul de lengte van het dier op tweeënhalve meter en het gewicht op tachtig kilogram. Dysalotosaurus was een snelle, bipedale herbivoor en ressorteert onder de basale Iguanodontia. Het kan als een intermediair taxon in de suborde Ornithopoda beschouwd worden, omdat het de link vormt tussen primitieve Ornithopoda en meer afgeleide basale Iguanodontia enerzijds, en tussen kleine en grote Ornithopoda anderzijds. Dysalotosaurus lettowvorbecki werd door de Duitse Tendaguru-expeditie ontdekt in de groeven lg en WJ (afgekort lg/WJ). Deze maken deel uit van de Middle Saurian member en liggen dicht bij Kindope, op ongeveer 2,5 km ten noordwesten van Tendaguru Hill. De ouderdom van de groeven is Boven Kimmeridgien. In tegenstelling tot de overvloedige resten van Sauropoda en van Kentrosaurus is Dysalotosaurus slechts van één paleosite bekend. Deze bestaat uit twee sterk geassocieerde, monotypische bone beds en werden in een stroombedding gevonden. Beide bone beds samen bevatten ongeveer 14.000 beenderen van minstens 100 dieren die verschillende groeistadia vertegenwoordigen. De skeletten vertonen alle vormen van disarticulatie.
Voornamelijk door het ontbreken van sedimentologische en stratigrafische data van de groeven en van gegevens over het ruimtelijk voorkomen van de beenderen, was het eerst onduidelijk of deze beenderophopingen het resultaat zijn van één of twee massale sterftes ten gevolge van een plotse catastrofale gebeurtenis (bv. een springvloed), of ten gevolge van normale sterfte, zoals ouderdom, predatie, ziekte, verhongering, uitdroging, enz. Recenter onderzoek heeft uitgewezen dat de bone beds inderdaad het gevolg zijn van een catastrofale gebeurtenis waardoor een hele kudde Dysalotosaurus plotseling omkwam. Er zijn geen tafonomische verschillen tussen de betrokken individuen en er is geen spoor van erosie op de beenderen ten gevolge van langdurig transport of ten gevolge van langdurige blootstelling aan de natuurelementen. Er zijn geen tekenen van predatie, zoals ver uit elkaar liggende beenderen, sporen van tanden op de beenderen, en afgebroken en/of afgeworpen tanden van carnivoren. De bone beds zijn weinig gesorteerd. Grote en/of robuuste beenderen komen geconcentreerd voor. Al deze factoren wijzen op een snelle inbedding in het sediment na de dood, waardoor de beenderen van bio-erosie (de activiteiten van predatoren en van aaseters) en van erosie ten gevolge van transport gespaard bleven.
Het ontbreken van pas uitgekomen dieren in de bone beds kan verklaard worden door het tijdstip van de catastrofe, die vermoedelijk ver buiten het broedseizoen plaatsvond, of de broedkolonie bevond zich ergens anders. Pas uitgekomen dieren hebben ten gevolge van predatie en opruiming door aaseters minder kans om bewaard te blijven en zij komen ook veel minder om in natuurlijke vallen (zoals modder) dan zwaardere, volwassen dieren. De ondervertegenwoordiging van jonge dieren kan verklaard worden door een matige sortering van de beenderen, waardoor grote en robuuste beenderen geconcentreerd werden. De ondervertegenwoordiging van middelgrote dieren kan het gevolg zijn van het uitstoten uit de kudde of van een hoger sterftecijfer rond de leeftijd van seksuele volwassenheid, zoals bij vele moderne, kuddevormende zoogdieren. Alles tezamen genomen is het bewijs voor massale sterfte ten gevolge van een plotse catastrofe prominent. De klasten die af en toe in het moedergesteende van de bone beds in de lg/WJ groeves voorkomen, tonen aan dat deze bone beds in een stroombedding gevormd werden (Bussert et al., 2009). Daardoor is het bijna zeker dat beide bone beds meer bepaald in een getijdekanaal afgezet werden en niet op de kustvlakte zelf. Er is geen verschil in conserveringskenmerken tussen beide bone beds. Het bovenste bone bed overdekt bijna het onderste. Zij worden van elkaar gescheiden door een dunne, beendervrije laag. Dit laatste kan op twee manieren verklaard worden; 1) de twee bone beds vertegenwoordigen twee massale sterftes in twee kuddes ten gevolge van twee catastrofes van dezelfde aard en op precies dezelfde plaats en met dezelfde tafonomische gevolgen, 2) de twee bone beds zijn het resultaat van massale sterfte in één kudde ten gevolge van één catastrofe. Een kudde, of toch de meeste dieren ervan, verdronken ten gevolge van bv. een springvloed in een getijdekanaal. Ofwel werden de nog intacte karkassen kort nadat de dieren verdronken waren door het water meegevoerd en afgezet bij een barrière in het getijdekanaal en daar door sedimenten overdekt, ofwel werden zij op zeer korte tijd ongeveer op de plaats waar de dieren verdronken door sedimenten begraven. Na enige tijd werd een groot deel van deze karkassen door een tweede springvloed (springvloeden komen ongeveer om de twee weken voor) samen met de nog losse sedimenten weggespoeld. Op het moment van terugkeer van het getij was er geen stroming op de locatie, zodat de beendervrije overgangslaag kon afgezet worden. Het terugkerende getij zou uiteindelijk de meegevoerde karkassen achterlaten, die het tweede (bovenste) bone bed zouden vormen. Wat er ook van zij, de afzetting in een getijdekanaal zou op zijn minst de begrensde locatie en de begrensde verspreiding van de bone beds verklaren.

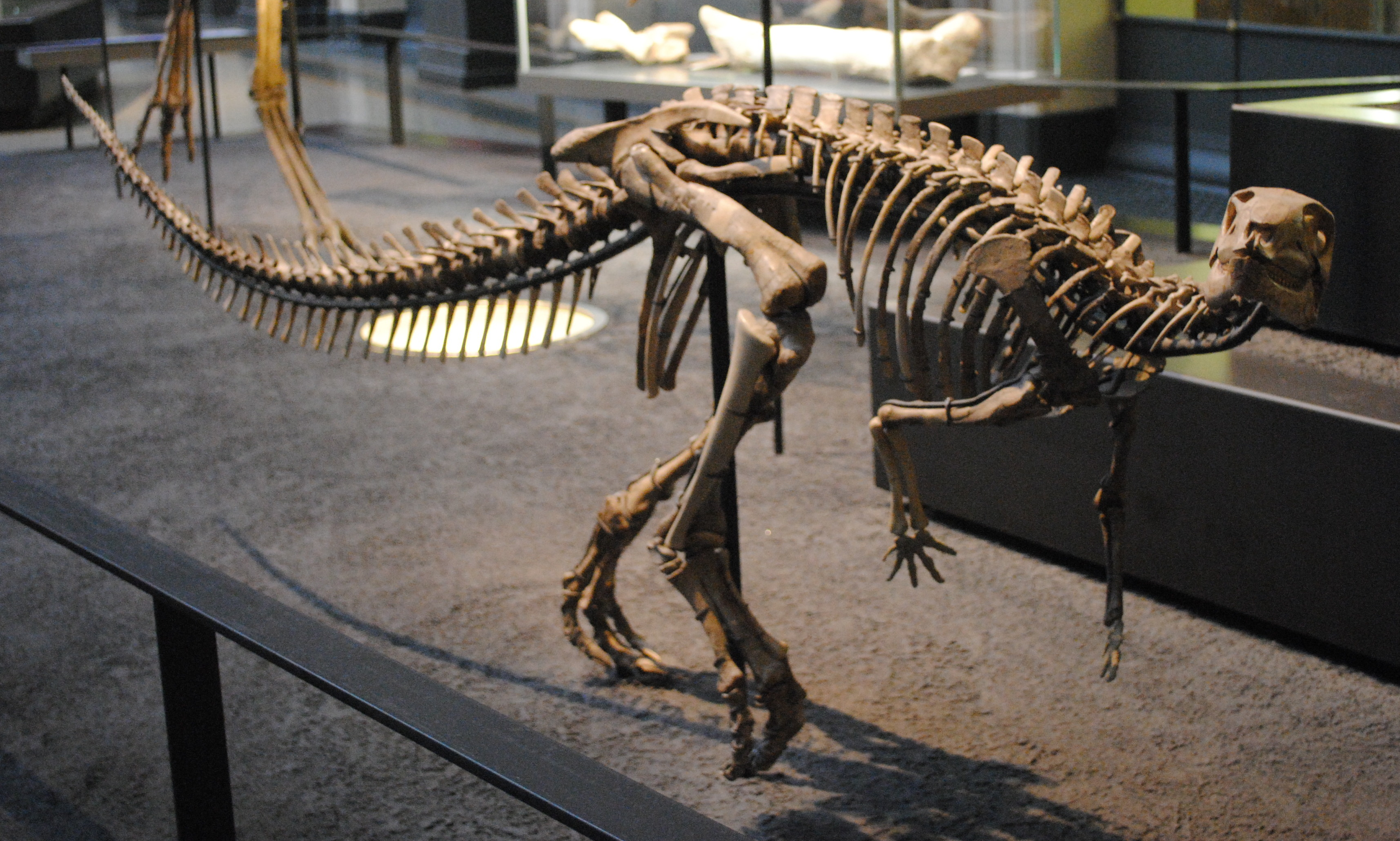
Skelet van Dysalotosaurus lettowvorbecki in het Museum für Naturkunde te Berlijn

Reck (1925) ging niet akkoord met de catastrofetheorie van Janensch, omdat hij in de lg/WJ groeves nooit bewijzen gevonden heeft van stormsedimenten of van andere sedimenten die catastrofale gebeurtenissen aantonen. Volgens hem behouden de sedimenten in de groeven hun fijn klastisch karakter doorheen het ganse stratigrafisch profiel, en zijn de beenderen in het verticaal vlak onregelmatig verspreid. Volgens Russell et al. (1980) zijn zowel de Dysalotosaurus als de Kentrosaurus bone beds het resultaat van normale sterfte tijdens een langere periode van droogte. Tijdens zulke droogteperiode concentreerden de dieren zich op locaties waar nog voldoende vegetatie was, maar kwamen ten slotte om door uithongering en uitdroging ten gevolge van overbegrazing van de door de droogte slinkende vegetatie. De overvloedige resten van de Dinosauria werden in opeenhopingen geconcentreerd door stromend water toen het vochtige seizoen weer intrad. Ook Heinrich (1999a) ondersteunde meer de hypothese van de normale sterfte, onder meer omdat die veel meer aansluit bij de tafonomische condities in de paleosites waar de Sauropoda gevonden werden. De tafonomische kenmerken van de bonebeds in de lg/WJ groeves zijn dikwijls eenduidig wanneer zij afzonderlijk beschouwd worden, maar sommige van deze kenmerken spreken elkaar op het eerste gezicht tegen. Dit resulteert in een patroon van ofwel normale sterfte of in een patroon van massale sterfte ten gevolge van een catastrofe. Het is ook belangrijk te achterhalen of beide bone beds één enkele kudde vertegenwoordigen of niet.
In beide beenderlagen liggen de beenderen dicht op elkaar gepakt, met dikwijls meerdere beenderen bovenop elkaar. Buiten recente erosie door blootstelling aan de elementen of doordat beenderen dicht bij de oppervlakte liggen, ondergingen zij geen belangrijke veranderingen sinds hun fossilisatie in het moedergesteente. Daarom zijn vele beenderen uitstekend bewaard, alhoewel breuken en vervormingen algemeen voorkomen. Niet-identificeerbare fragmenten komen over het algemeen niet voor, maar selectief uitzoeken van beenderen door de veldploegen kan niet uitgesloten worden. Fragiele of zeer lange en dunne beenderen (bv. ribben, delen van het handskelet en schedelbeenderen) zijn bij de identificeerbare beenderen ondervertegenwoordigd, vergeleken met de meer robuuste beenderen (bv. teenkootjes, beenderen van schouder- en bekkengordel, de meeste lange beenderen en de centra van wervels). Fragiele uitsteeksels of dunne randen (bv. knobbelvormige spieraanhechtingen en de randen van het coracoid) zijn dikwijls afgebroken, maar bij vele andere skeletten zijn deze delen dan weer wel volledig en goed bewaard. Vervorming en pletting komen dikwijls voor, zoals bij vele schachten van lange beenderen. Dit kan verklaard worden door het herhaalde krimpen en zwellen van de kleidelen in het sediment ten gevolge van veelvuldige schommelingen van het grondwaterpeil. Afzonderlijke beenderen zijn het talrijkst, maar skeletdelen in anatomisch verband zijn er ook. Van schedels zijn afzonderlijke fragmenten tot gedeeltelijke schedels in anatomisch verband bekend, waarbij enkel de meest fragiele delen of uitsteeksels ontbreken. Van Dysalotosaurus is bijna elk onderdeel van het skelet bekend. De oververtegenwoordiging van meer robuuste beenderen, zoals delen van de schouder- en bekkengordel, ledematen en de centra van wervels, wijzen op sortering van de beenderen. Het grootste deel van de lectotype beenderen, inclusief gedeeltelijke skeletten in anatomisch verband, gingen tijdens de Tweede Wereldoorlog verloren. Het mergkanaal van lange beenderen is dikwijls opgevuld met silt identiek aan dat van het moedergesteente, wat erop wijst dat deze opvulling tijdens de inbedding moet gebeurd zijn.
Dysalotosaurus is de enige Tendaguru dinosauriër die uit slechts één paleosite bekend is, maar die in die paleosite door een uitzonderlijk hoog aantal dieren vertegenwoordigd wordt. Kentrosaurus is ook bekend van enkele bone beds in de Tendaguru, maar komt in het totaal in ongeveer 30 paleosites voor, waarvan 14 in de Middle Saurian member. Sauropoda werden in talrijke paleosites in de Tendaguru gevonden en zelfs de zeldzame Elaphrosaurus komt op minstens twee locaties voor. Daarom is Dysalotosaurus eerder een zeldzaam genus in de Dinosauria fauna van de Middle Saurian member, niettegenstaande het veel hogere aantal dieren waarvan resten gevonden werden. Dit kan verklaard worden doordat Dysalotosaurus ofwel zelden de kustvlaktes bezocht, ofwel doordat het te licht gebouwd was om zich in de modder van de lagune vast te lopen. Dit laatste werd wel vastgesteld in de paleosites waarin de veel zwaardere Sauropoda en de veel zwaardere Kentrosaurus gevonden werden. Er werd geen enkel voet- of pootskelet van Dysalotosaurus rechtop in het sediment ontdekt, wat wel het geval is met Sauropoda en met Kentrosaurus. De opeenhoping van beenderen van één enkel dinosauriër genus dat in de rest van de formatie niet voorkomt wijst erop dat deze opeenhoping het resultaat is van een plotse catastrofe met massale sterfte als gevolg.

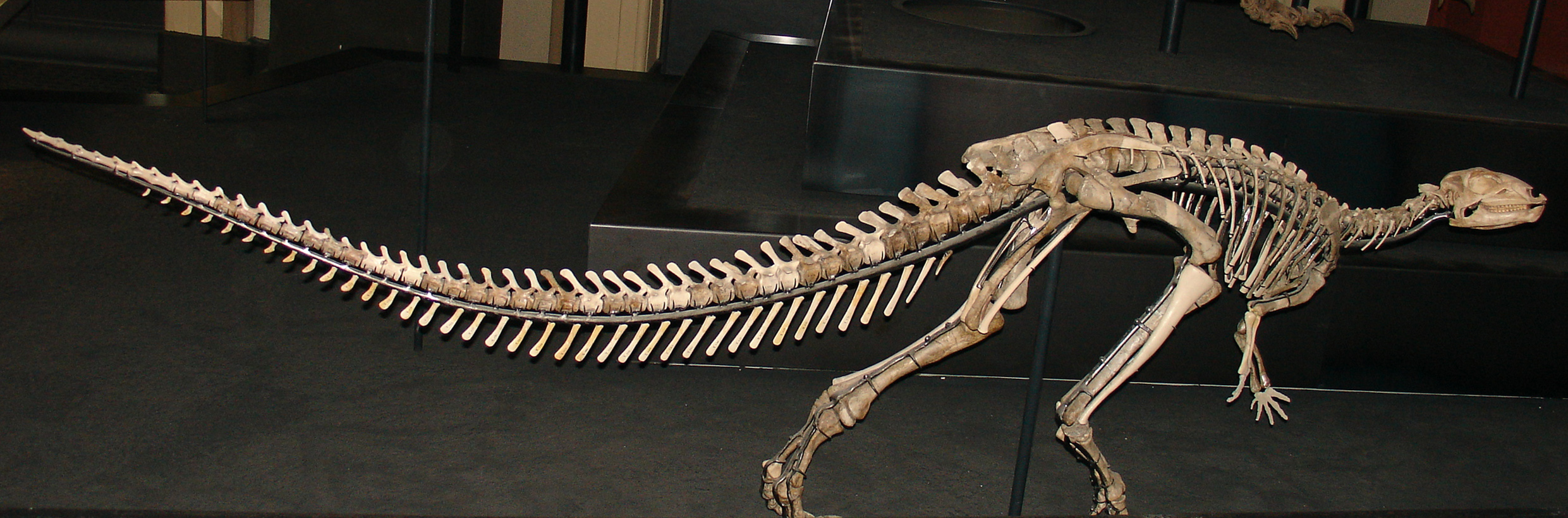
Lateraal zicht op het skelet van Dysalotosaurus lettowvorbecki

De beide Dysalotosaurus bone beds in de lg/WJ groeves zijn monospecifiek en monodominant. De andere genera Dinosauria van de Tendaguru-formatie komen in veel meer paleosites voor dan Dysalotosaurus en vertegenwoordigen dus de normale, algemeen voorkomende fauna. Monospecifieke of monodominante bone beds van andere Dinosauria komen ook op vele andere locaties op Aarde voor, en de meeste daarvan worden beschouwd als het resultaat van massale sterfte in één enkele kudde ten gevolge van een plotse catastrofe (bv. de Coelophysis bone beds in de Ghost Ranch Coelophysis Quarry, de Iguanodon bone beds van Bernissart in België, de Maiasaura bone beds van Montana, het Hilda mega bone bed met Centrosaurus in Dinosaur Provincial Park in Alberta, enz.).

## De "Archbishop"
In 1930 ontdekte Frederick Migeod, die als expeditieleider deelnam aan de British Museum East Africa Expedition, in groeve M23 van de Tendaguru-formatie beenderen van een gigantische Brachiosauride die veel gelijkenis vertoont met Giraffatitan en Brachiosaurus. Migeod reisde in de jaren twintig in Tanzania (toen Tanganyika) en hoopte het skelet van een Sauropode te vinden om te kunnen wedijveren met de vondsten van de gigantische Giraffatitan brancai tijdens de Duitse Tendaguru-expeditie. Na eerst enkele jaren slechts fragmentarische resten en kleinere soorten gevonden te hebben, ontdekte hij in 1929 uiteindelijk grote beenderen en groef het volgende jaar een gigantisch skelet op dat vergelijkbaar was met de Duitse vondsten. Het was een gedeeltelijk skelet dat het grootste deel van de wervelkolom, een schouderblad, enkele heupbeenderen, enkele beenderen van de ledematen en verschillende ribben omvatte. Deze Brachiosauride heeft nog altijd geen wetenschappelijke naam en de naam "Archbishop", waaronder dit dier bekend werd, is een bijnaam die nergens op gebaseerd is en dus louter arbritair is. De "Archbishop" werd lang als Giraffatitan brancai beschouwd, eenvoudig omdat het in dezelfde formatie als Giraffatitan gevonden werd. Maar het skelet van de "Archbishop" toont verschillen met andere Brachiosauridae, zoals bv. een proportioneel langere nek. Deze verschillen geven aan dat dit dier een voorheen onbekende soort moest vertegenwoordigen. Het skelet bevindt zich in het Natural History Museum te London onder de identificatie BMNH R5937. Dr. Michael P. Taylor van de Universiteit van Bristol (Groot-Brittannië) zou de resten uiteindelijk gaan beschrijven en een wetenschappelijke naam geven.

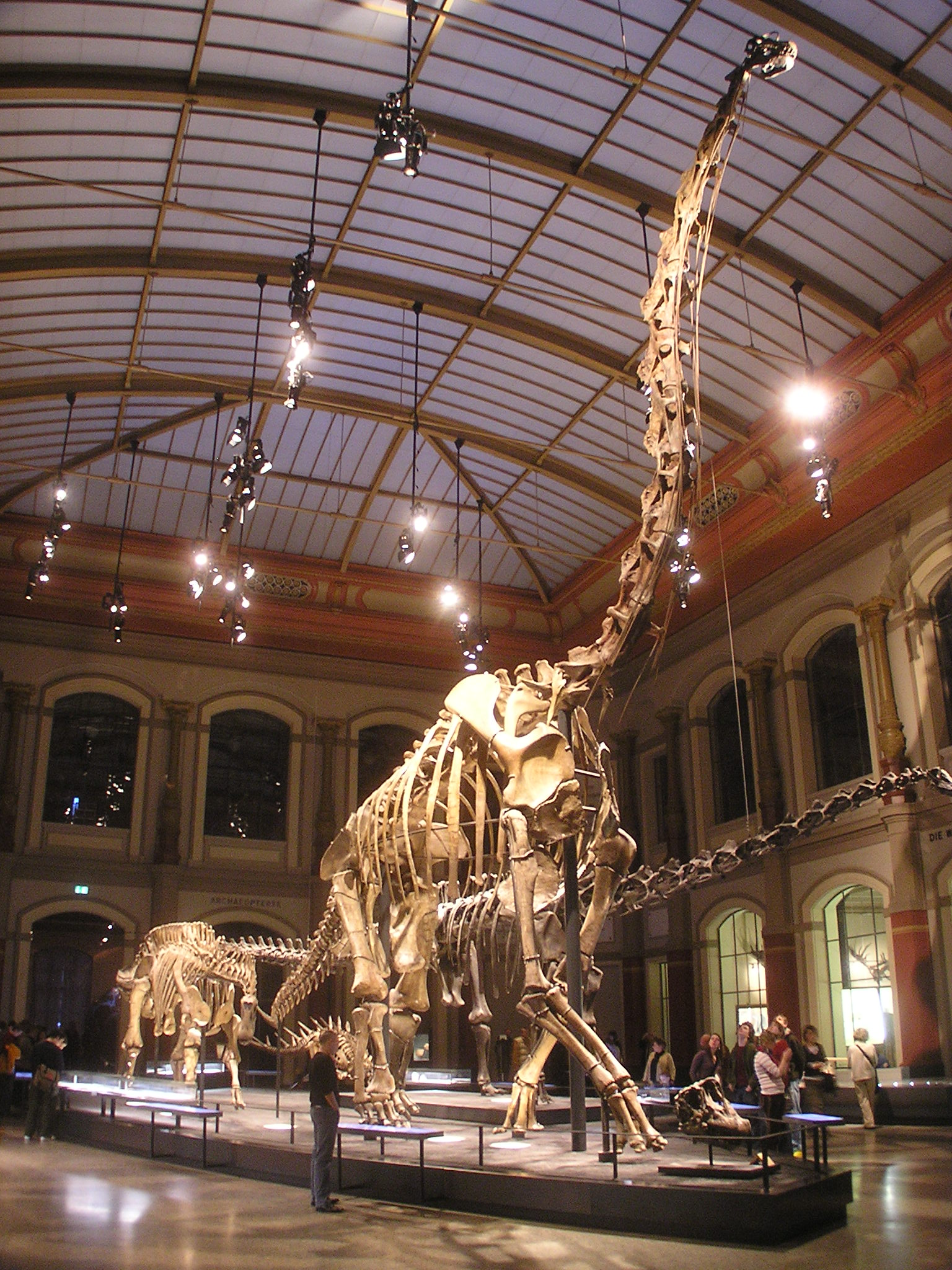
Skeletopstelling van Giraffatitan brancai in het Museum für Naturkunde te Berlijn

De resten van de "Archbishop" werden voor 2005 niet bestudeerd en werden slechts in één publicatie beschreven door Migeod, waarin het, traditioneel, foutief als "Brachiosaurus brancai" geïdentificeerd werd. In Migeod's publicatie werd geen enkel been afgebeeld. Er bestaat enkel een plan van de groeve waarin de "Archbishop" ontdekt werd. In 1931 beschreef Migeod het skelet als "van het Brachiosauride type", maar vermeldde ook niet-Brachiosauride kenmerken, zoals gevorkte ruggenwervel uitsteeksels en "vleugels" aan de voorste ruggenwervels. Deze kenmerken zijn typisch voor Dicraeosaurus en Diplodocus. Indien de vaststellingen van Migeod betrouwbaar hadden geweest, dan waren andere kenmerken van de beenderen ook niet-Brachiosauride, zoals het opperarmbeen dat slechts twee derde van de lengte van het scapulocoracoid bedraagt. Het scapulocoracoid omvat het schouderblad en het coracoid. Het coracoid is een bekvormig, tweeledig been dat deel uitmaakt van de schoudergordel en dat bij de meeste gewervelden voorkomt. Later onderzoek toonde aan dat de uitsteeksels van de ruggenwervels niet gevorkt zijn, maar, zoals normaal is bij Brachiosauridae, enkelvoudig. Migeod was een antropoloog en een plantenverzamelaar, maar geen expert op het gebied van Dinosauria. Hij wist niets over de beenderen die hij opgroef. Onder paleontologen stond Migeod ook al lang bekend als een bedrieger en als een vervalser van gegevens. Niemand minder dan Friedrich Von Huene, de legendarische Duitse paleontoloog, dinosauriërexpert en naturalist, schreef in 1927 over Migeod naar Werner Janensch, ontdekker van de "Brachiosaurus brancai" specimina van Tendaguru, dat Migeod niet de minste kennis heeft over paleontologie. De enige beenderen van de "Archbishop" die geprepareerd werden om tentoongesteld te worden, was een paar enorme rugwervels die dikwijls foutief als "Brachiosaurus" gelabeld werden, in navolging van Migeod's halfslachtige identificatie.
In 2005 begon Taylor aan de wetenschappelijke beschrijving van de "Archbishop". De "Archbishop" was een van de meest volledige Brachiosauriden die ooit ontdekt werden, maar in de loop van de decennia gingen vele beenderen verloren of werden niet geprepareerd. Taylor vermeldde de Brachiosauride op het Symposium of Vertebrate Palaeontology and Comparative Anatomy in 2005. Wanneer het in 1930 gevonden werd, bestond het skelet uit een wervelkolom in anatomisch verband, van de vijfde halswervel tot ongeveer de achtste staartwervel. Ribben van hals- en ruggenwervels, een schouderblad, beide opperarmbeenderen, delen van het bekken en een onvolledig dijbeen werden in anatomisch verband gevonden, dat wil zeggen, als men Migeod mag geloven. De beenderen die in London geraakten, de Tweede Wereldoorlog overleefden en geprepareerd werden, vertegenwoordigen slechts een fractie van de originele vondst; twee zeer goed bewaarde rugwervels (waarschijnlijk de achtste en de negende ruggenwervels), vijf halswervels, enkele ribben van halswervels, twee centra van ruggenwervels, een "vleugel" (zijwaarts gericht uitsteeksel) van een ruggenwervel, een niet-geïdentificeerd lang beenfragment, heiligbeenwervels, een schouderblad en een darmbeen. De halswervels zijn in verhouding langer dan bij Giraffatitan brancai. De afmetingen die Migeod opgaf maken het onwaarschijnlijk dat al deze beenderen werkelijk tot slechts één dier behoren, maar de articulatie van het skelet, zoals te zien is op het plan van de groeve, spreekt dit tegen, behalve wat betreft een schouderblad dat op Midgeods groeveplan afgescheiden van de andere beenderen getekend werd. Volgens Taylor vertegenwoordigt de "Archbishop" niet dezelfde soort als Giraffatitan brancai en behoort het ook niet tot het geslacht Brachiosaurus. Hij zou het willen plaatsen in een onderfamilie "Giraffatitaninae" in de familie Brachiosauridae. Volgens Taylor zijn de uitsteeksels van de geprepareerde wervels (vijf halswervels en twee ruggenwervels) inderdaad niet gevorkt, maar Midgeod rapporteerde gevorkte uitsteeksels aan de voorste ruggenwervels. Maar het is onduidelijk of deze wel deel uitmaken van het fossiele materiaal en/of deze eventueel verloren gingen in de loop van de decennia na hun opgraving.
De "Archbishop" leefde in hetzelfde habitat als Giraffatitan brancai in Tendaguru en had meer dan waarschijnlijk ook dezelfde levensstijl. Maar het had in verhouding tot de lichaamsomvang een nog langere nek dan Giraffatitan. In afmetingen is het vergelijkbaar met de gemiddelde afmetingen van de Giraffatitan specimina in het Museum für Naturkunde in Berlijn, maar dat zijn geen volgroeide volwassen exemplaren. Het schouderblad van de "Archbishop", dat echter van een ander dier afkomstig kan zijn, blijkt volgens de tekening op het groeveplan van Migeod langs de sutuurlijn samengevoegd te zijn, wat aantoont dat het van een volwassen dier afkomstig is. Maar dit kan als twijfelachtig beschouwd worden, gezien de onbetrouwbaarheid van Migeod's data. Taylor vermoed dat dieren zoals de "Archbishop" aanzienlijk groter konden worden dan Giraffatitan. In elk geval had het een langere nek dan het opgestelde Giraffatitan skelet in Berlijn. De rest van het lichaam blijkt in de meeste algemene verhoudingen met dat van Giraffatitan overeen te komen. Het dier was misschien wat slanker met een meer aflopende rug, maar dit zal bij het levende dier niet waarneembaar geweest zijn.

## Systematische paleontologie van de Tendaguru Dinosauria
Dinosauria Owen,1842
Saurischia Seeley, 1888
Eusaurischia Padian et al., 1999
Sauropodomorpha Huene, 1932
Sauropoda Marsh, 1878
Mamenchisauridae Chao, 1965
Wamweracaudia keranjei Mannion et al., 2019
Diplodocoidea Marsh, 1884 vide Upchurch, 1995
Diplodocimorpha Calvo & Saldago, 1995
Flagellicaudata Tschopp, Mateus et Benson, 2015
Diplodocidae Marsh, 1884
Diplodocinae Janensch, 1929
Barosaurus gracilis Janensch, 1961
Tornieria africana Fraas, 1908 (oorspronkelijk Gigantosaurus africanus Fraas, 1908)
Australodocus bohetii Remes, 2007
Dicraeosauridae Janensch, 1929
Dicraeosaurinae Janensch, 1929
Dicraeosaurus hansemanni Janensch, 1914
Dicraeosaurus sattleri Janensch, 1914
Dicraeosaurus sp.
Macronaria Wilson & Sereno, 1998
Camarasauromorpha Salgado, Coria et Calvo, 1997a
Janenschia robusta Wild, 1991 (oorspronkelijk Gigantosaurus robustus Fraas, 1908)
Titanosauriformes Wilson & Sereno, 1998
Brachiosauridae Riggs, 1904
Giraffatitan brancai Janensch, 1914 (oorspronkelijk Brachiosaurus brancai Janensch, 1914)
"Giraffatitaninae"
"Archbishop"
Somphospondyli Wilson & Sereno, 1998
Tendaguria tanzaniensis Bonaparte et al., 2000
Theropoda Marsh, 1881
Neotheropoda Bakker, 1986
Averostra Paul, 2002
Ceratosauria Marsh, 1884
Elaphrosaurus bambergi Janensch, 1920
Tetanurae Gauthier, 1986
Orionides Carrano, Benson et Sampson, 2012
Megalosauroidea Huxley, 1889
Megalosauria Bonaparte, 1850
Megalosauridae Huxley, 1869
Megalosaurinae Huxley, 1869a
Megalosaurus ingens Janensch, 1920
Spinosauroidea Olshevsky 1995
Spinosauridae Stromer, 1915
Ostafrikasaurus crassiserratus Buffetaut, 2012
Avetheropoda Paul, 1988
Carnosauria von Huene, 1920
Allosauroidea Marsh, 1878
Allosauria Paul, 1988
Allosauridae Marsh, 1878
Allosaurus tendagurensis Janensch, 1925
Carcharodontosauria Benson & Carrano & Brusatte, 2010
Carcharodontosauridae Stromer, 1931
Veterupristisaurus milneri Rauhut, 2011
Ornithischia Seeley, 1888
Genasauria Sereno, 1986
Neornithischia Cooper, 1985
Thyreophora Nopcsa, 1915
Eurypoda Sereno, 1986
Stegosauria Marsh, 1877
Stegosauroidea Marsh, 1880
Stegosauridae Marsh, 1880
Stegosaurinae Marsh, 1877
Kentrosaurus aethiopicus Hennig, 1915
Cerapoda Sereno, 1986
Ornithopoda Marsh, 1881
Iguanodontia Dollo, 1888
Dryomorpha Sereno, 1986
Dryosauridae Milner & Norman, 1984
Dysalotosaurus lettowvorbecki Virchow, 1919

## Beenderhistologie
De interne structuur van gefossiliseerde beenderen registreert de groeigeschiedenis van een dier en levert belangrijke informatie over groeisnelheid, leeftijd en groeistrategie van onder meer Dinosauria. Door het tellen van groeiringen kan de leeftijd van een dinosauriër vastgesteld worden, omdat men aanneemt dat deze ringen cycli van één jaar vertegenwoordigen, zoals bij bomen. Beenderhistologische analyse van een groot dijbeen van Janenschia heeft aangetoond dat het dier snel groeide en rond ongeveer het twaalfde levensjaar seksueel volwassen was. De grootste lichaamsomvang werd bereikt op het 26ste levensjaar. Het onderzochte dijbeen was afkomstig van een dier dat stierf op de leeftijd van 38 jaar. Ook Dicraeosaurus, Tornieria, Giraffatitan en Janenschia groeiden snel, bleven groeien na het bereiken van de seksuele volwassenheid en stopten met groeien voor hun dood. Het dijbeen van een kleine Dysalotosaurus vertoont zeldzame groeiringen, wat wijst op levenslange snelle groei met slechts enkele onregelmatige onderbrekingen. Snelle groei blijkt een belangrijke overlevingsstrategie van Dysalotosaurus geweest te zijn, maar ook van jonge Sauropoda, daar een grote lichaamsomvang een betere bescherming tegen predatoren biedt.

## Verwantschap
De verwantschap van de Tendaguru Dinosauria met fossiele levensgemeenschappen elders op de wereld is nog altijd onderwerp van discussie. Gebaseerd op vergelijkingen met de Dinosauria van de Morrison-formatie uit het Laat-Jura van de westelijke Verenigde Staten, veronderstelde men gedurende bijna een eeuw dat er een nauwe verwantschap bestaat tussen de Dinosauria gemeenschappen van Laurasia (noordelijk halfrond) en Gondwana (zuidelijk halfrond). Kentrosaurus werd als de "Tanzaniaanse tegenhanger" van Stegosaurus (Ornithischia, Stegosauria, Stegosauridae, Stegosaurinae) beschouwd, en in de Tendaguru werden ook beenderen gevonden die aan Allosaurus zijn toegewezen. Vele paleontologen geloven dat Brachiosaurus, Barosaurus, Dryosaurus en Elaphrosaurus zowel in Laurasia als in Gondwana voorkwamen, maar dan wel als afzonderlijke soorten. Nader onderzoek heeft dit echter in vraag gesteld. Tendaguru soorten die vroeger als Brachiosaurus brancai en Barosaurus africanus geïdentificeerd werden, zouden mogelijk tot soorten behoren die enkel van Gondwana (het zuidelijk halfrond) bekend zijn: Giraffatitan brancai en Tornieria africana. Deze twee laatste soorten zijn ondertussen officieel erkend in de Tendaguru fauna, wat impliceert dat de genera Brachiosaurus en Barosaurus nooit in Tendaguru voorkwamen. De dryosauride Dysalotosaurus, die algemeen als gelijkaardig aan de Noord-Amerikaanse Dryosaurus (Ornithischia, Ornithopoda, Dryosauroidea, Dryosauridae) beschouwd werd, is ondertussen erkend als een geslacht dat tot Gondwana beperkt was (in de Tendagurufauna dus). Hetzelfde geldt voor Elaphrosaurus, waarvan het voorkomen in het Boven-Jura van Noord-Amerika als dubieus beschouwd wordt. De Sauropoda Australodocus, Dicraeosaurus, Tendaguria, Janenschia en Wamweracaudia, en de Stegosauriër Kentrosaurus zijn enkel van Gondwana bekend. De Sauropoda Diplodocus (Saurischia, Sauropodomorpha, Diplodocidae, Diplodocinae), Apatosaurus (Saurischia, Sauropodomorpha, Diplodocidae, Apatosaurinae) en Camarasaurus (Saurischia, Sauropodomorpha, Camarasauromorpha, Camarasauridae, Camarasaurinae) zijn dan weer onbekend van Tendaguru. In tegenstelling tot vroegere interpretaties kan dit alles betekenen dat endemische Dinosauria het zuidelijk halfrond succesvol koloniseerden.